# Freie Universität Berlin

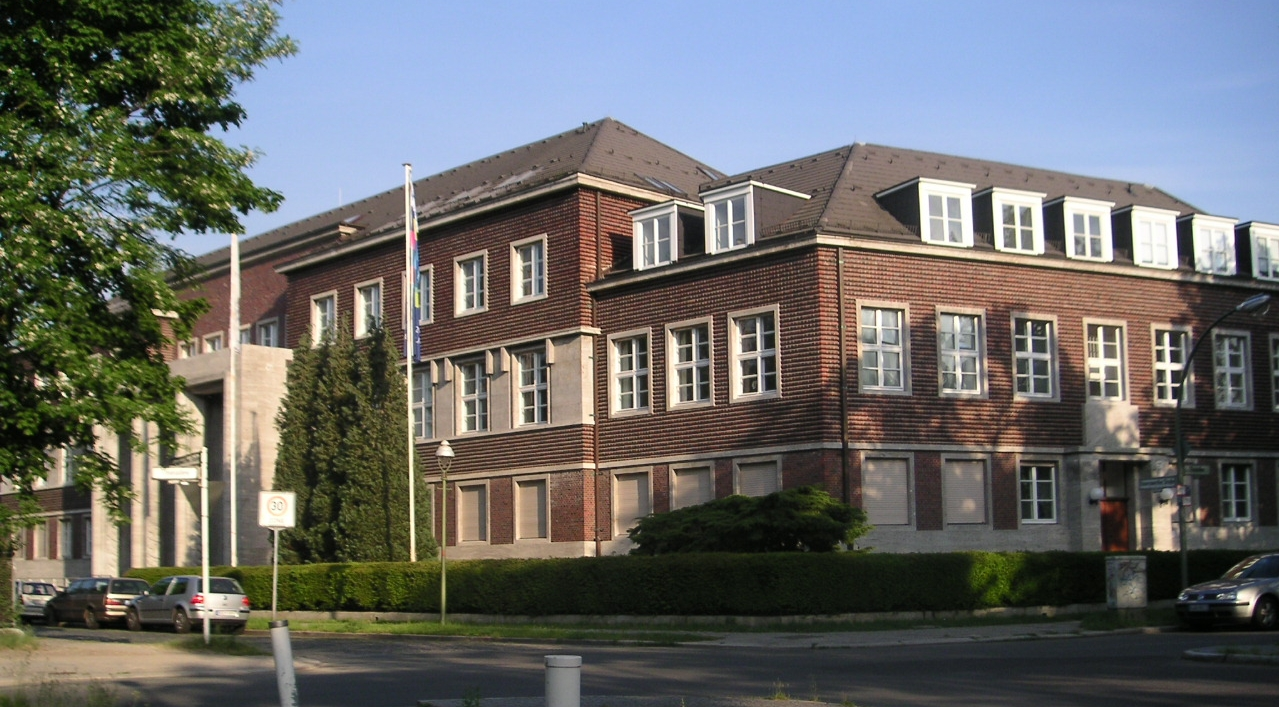
Präsidialamt der Freien Universität Berlin

Die Freie Universität Berlin (kurz FU Berlin) wurde 1948 gegründet und hat ihren zentralen Campus in Berlin-Dahlem im Bezirk Steglitz-Zehlendorf. Gemessen an der Zahl der Studenten gehört sie zu den 20 größten Hochschulen in Deutschland.
Im Zuge der Exzellenzinitiative 2007 und 2012 wurde die Freie Universität als erste „Exzellenzuniversität“ Berlins ausgezeichnet. Als Einrichtung des Verbunds der Berlin University Alliance wurde die FU Berlin 2019 im Rahmen der Exzellenzstrategie in die zweite Förderlinie aufgenommen. In weltweiten Universitätsrankings rangierte die FU in den Jahren 2014, 2023 und 2024 jeweils auf den ersten hundert Plätzen.
Die Universität ist nach Erkenntnissen der Alexander-von-Humboldt-Stiftung der in Deutschland am häufigsten bevorzugte Studienort für internationale Spitzenwissenschaftler und Jungakademiker. Insgesamt 18 Leibnizpreisträger hat sie bis zum Jahr 2020 hervorgebracht.

## Geschichte

### Ausgangslage und Gründung
Die Gründung erfolgte am 4. Dezember 1948 und steht in engem Zusammenhang mit dem beginnenden Ost-West-Konflikt, der durch die verschiedenen politischen Ideologien der Alliierten entstand und eine gemeinsame Nachkriegsbehandlung Deutschlands scheitern ließ.

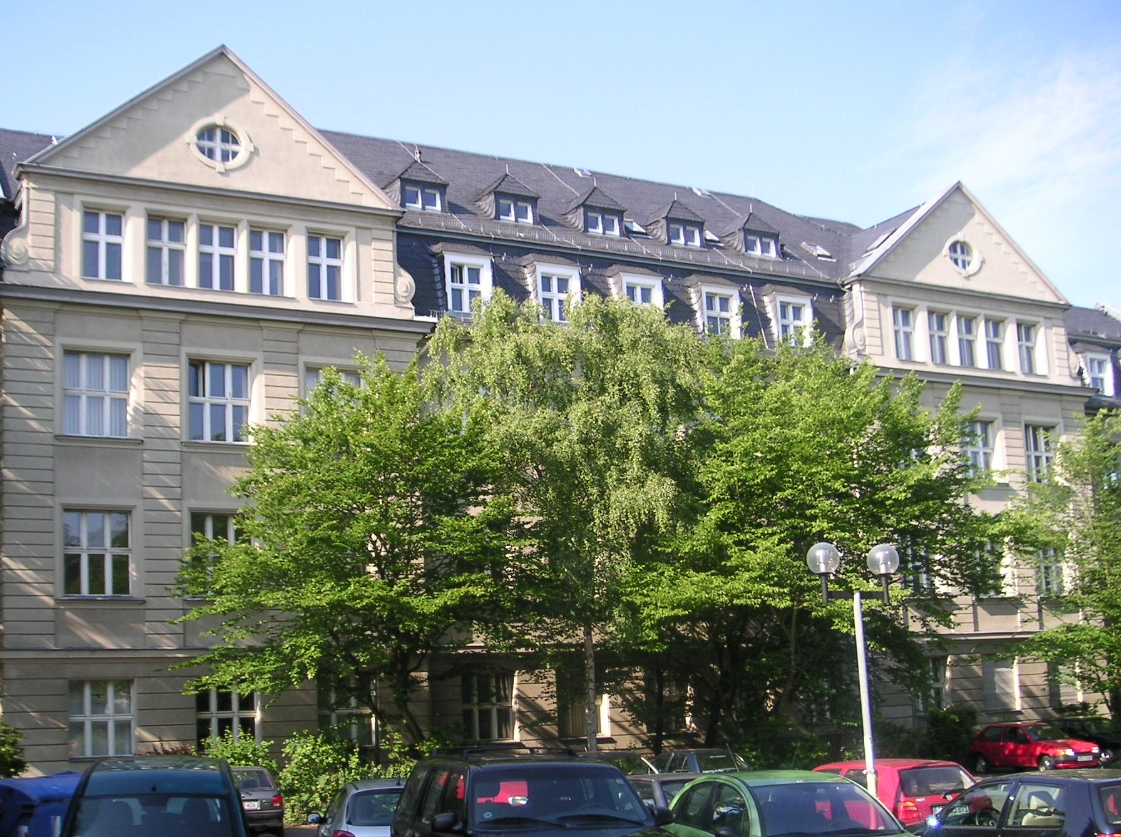
Das erste Hauptgebäude der FU Berlin: das ehemalige Kaiser-Wilhelm-Institut für Biologie

Die Berliner Universität, ab 1949 Humboldt-Universität, lag im sowjetischen Sektor der Viersektorenstadt Berlin und erhielt von der Militäradministration (SMAD) die Erlaubnis, ihren Lehrbetrieb ab 1946 wieder aufzunehmen. Sie unterstand der SED-dominierten Deutschen Zentralverwaltung für Volksbildung. Die Universität wurde so zum Schauplatz der politischen Auseinandersetzungen um die zunehmende kommunistische Einflussnahme auf das Bildungswesen. Dies war umstritten und erregte starke Proteste innerhalb der Studentenschaft und von Teilen des Lehrkörpers. Eine der Reaktionen darauf war die Verhaftung mehrerer Studenten durch die sowjetische Geheimpolizei aus dem Innenministerium der UdSSR (MWD) im März 1947. Die Urteile des sowjetischen Militärtribunals lauteten jeweils fünfundzwanzig Jahre Zwangsarbeit. 18 weitere Studenten und Dozenten wurden zwischen 1945 und 1948 verhaftet oder verschleppt, viele blieben wochenlang verschwunden. Einige brachte man in die Sowjetunion und richtete sie dort hin.
Ende 1947 gab es die Forderung zur Neugründung einer freien Universität, die frei und unabhängig von politischem Einfluss Wissenschaft und Lehre gewährleisten kann. Der Magistrat unter Oberbürgermeisterin Louise Schroeder (SPD), in dem nichtkommunistische Kräfte dominierten, reagierte am 15. Januar 1948 auf die Situation an der alten Universität mit einem Beschluss und ordnete als Gegenmaßnahme die Wiedererrichtung der Deutschen Hochschule für Politik außerhalb der Berliner Universität an. Die Proteste gegen die politische Einflussnahme auf die Berliner Universität hielten an und erreichten am 23. April 1948 ihren Höhepunkt in einer Studentendemonstration. Ende April ließ der amerikanische Militärgouverneur Lucius D. Clay die Errichtung einer Universität im Amerikanischen Sektor von Berlin prüfen.
Eine der Keimzellen dieser „Freien Universität“ war die 1947 von Kurt Rüdiger von Roques und Franz Joseph Misgeld gegründete Akademie für ärztliche Fortbildung im amerikanischen Sektor Westberlins, welche bis 1951 von amerikanischen Stellen finanziert wurde.

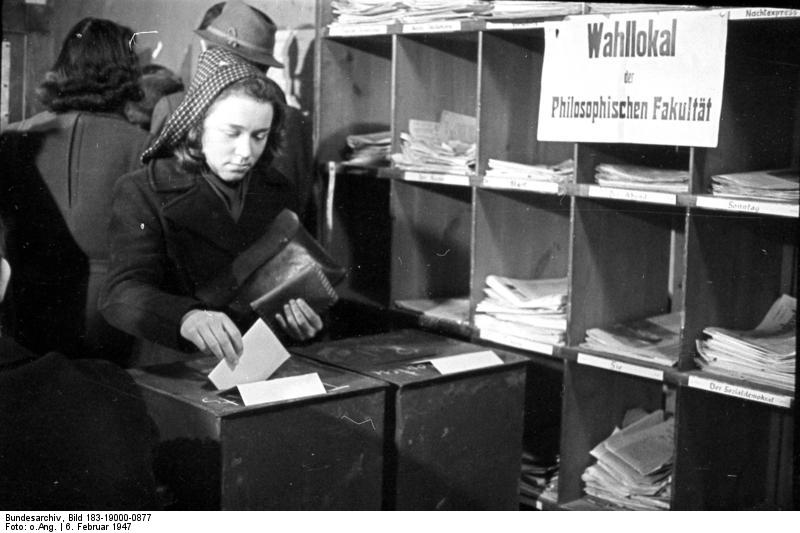
Studentenratswahlen, 1947

Am 19. Juni 1948 konstituierte sich der studentische Vorbereitende Ausschuss zur Gründung einer freien Universität, an dem Politiker, Professoren, Dozenten, Verwaltungsmitarbeiter und Studenten gleichermaßen beteiligt waren. In einem Manifest mit dem Titel Aufruf zur Gründung einer freien Universität Berlin wendete sich der Ausschuss an die Öffentlichkeit mit Bitte um Unterstützung.:31ff
Vor dem Hintergrund der Berliner Blockade stimmte der Magistrat von Groß-Berlin der Errichtung einer freien Universität zu und wünschte die Aufnahme des Lehrbetriebs zum Wintersemester 1948/1949, die Stadtverordnetenversammlung genehmigte die Satzung der neuen Universität am 4. November 1948. Die Gründung der Freien Universität trug mit dazu bei, dass der Entwicklung der Deutschen Forschungshochschule die Arbeitsgrundlage entzogen wurde.

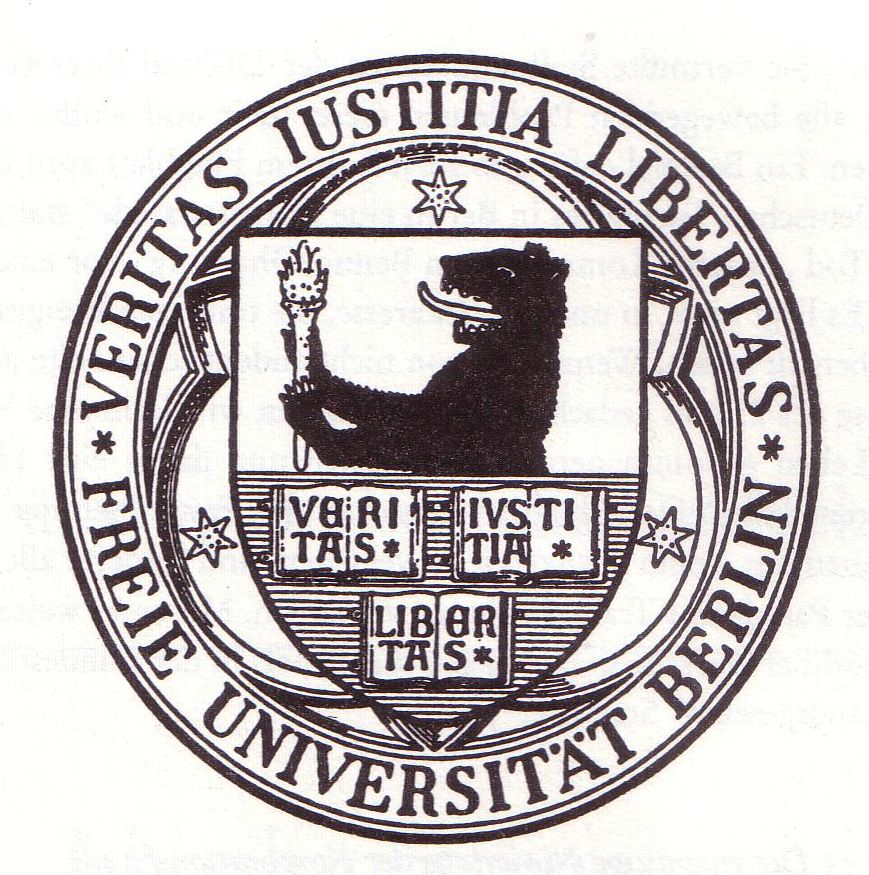
Siegelzeichen der FU Berlin mit den Begriffen „Veritas“, „Iustitia“ und „Libertas“ seit 1949

Unter dem Schlagwort Berliner Modell erlangte die Satzung Bekanntheit. Zum einen wurde die Freie Universität als Körperschaft des öffentlichen Rechts errichtet und mit einer starken Selbstverwaltung nicht direkt dem Staat, sondern einem Kuratorium unterstellt. Sechs Vertreter des Landes Berlin, sowie drei Vertreter der Universität gehörten dem Aufsichtsorgan damals an. Außerdem hatten auch die Studenten einen Sitz im Kuratorium, sowie in allen anderen Gremien der akademischen Selbstverwaltung. Staatsferne und die Unabhängigkeit akademischer Lehre und Forschung sollten so gesichert werden. Die studentische Beteiligung an den Universitätsgremien wurde schrittweise bis 1951 fast vollständig zurückgenommen.:33–35,42
Der Lehrbetrieb wurde am 15. November 1948 in Gebäuden der Kaiser-Wilhelm-Gesellschaft in Dahlem aufgenommen. Erst am 4. Dezember 1948 fand die Gründungsveranstaltung im Titania-Palast statt. Gründungsrektor wurde der Historiker Friedrich Meinecke.
Neben Wissenschaftlern, Studenten und Politikern, wie dem gewählten Oberbürgermeister von Berlin und Vorsitzenden des Gründungsausschusses Ernst Reuter, der amtierenden Oberbürgermeisterin Louise Schroeder und dem Kommandanten des amerikanischen Sektors Frank L. Howley, waren auch Vertreter US-amerikanischer Universitäten anwesend, so etwa die Repräsentanten der Princeton University und der Yale University. Ihre Gründungsziele hat die Freie Universität Berlin auch in ihrem lateinischen Wahlspruch ausgedrückt: Veritas – Iustitia – Libertas, also die Werte der Wahrheit, der Gerechtigkeit und der Freiheit. Sie finden sich auch im bis heute verwendeten Siegel der FU Berlin wieder, das der Kunsthistoriker und spätere Rektor Edwin Redslob entworfen hatte. Diese Grundwerte bestimmen bis heute das wissenschaftliche Ethos der Hochschule.

### Aufbau- und Rückbauphasen
Bereits im ersten Semester nach der Gründung gab es an der FU Berlin 2140 Studenten; 1949 hatte sich diese Zahl bereits auf 4946 erhöht. Bis zum Bau der Berliner Mauer 1961 kamen viele Studenten aus dem Ostteil Berlins, viele gefördert mit einem Währungsstipendium des Berliner Senats.
1956 führte die Freie Universität Berlin als erste deutsche Universität eine Magisterprüfungsordnung ein.

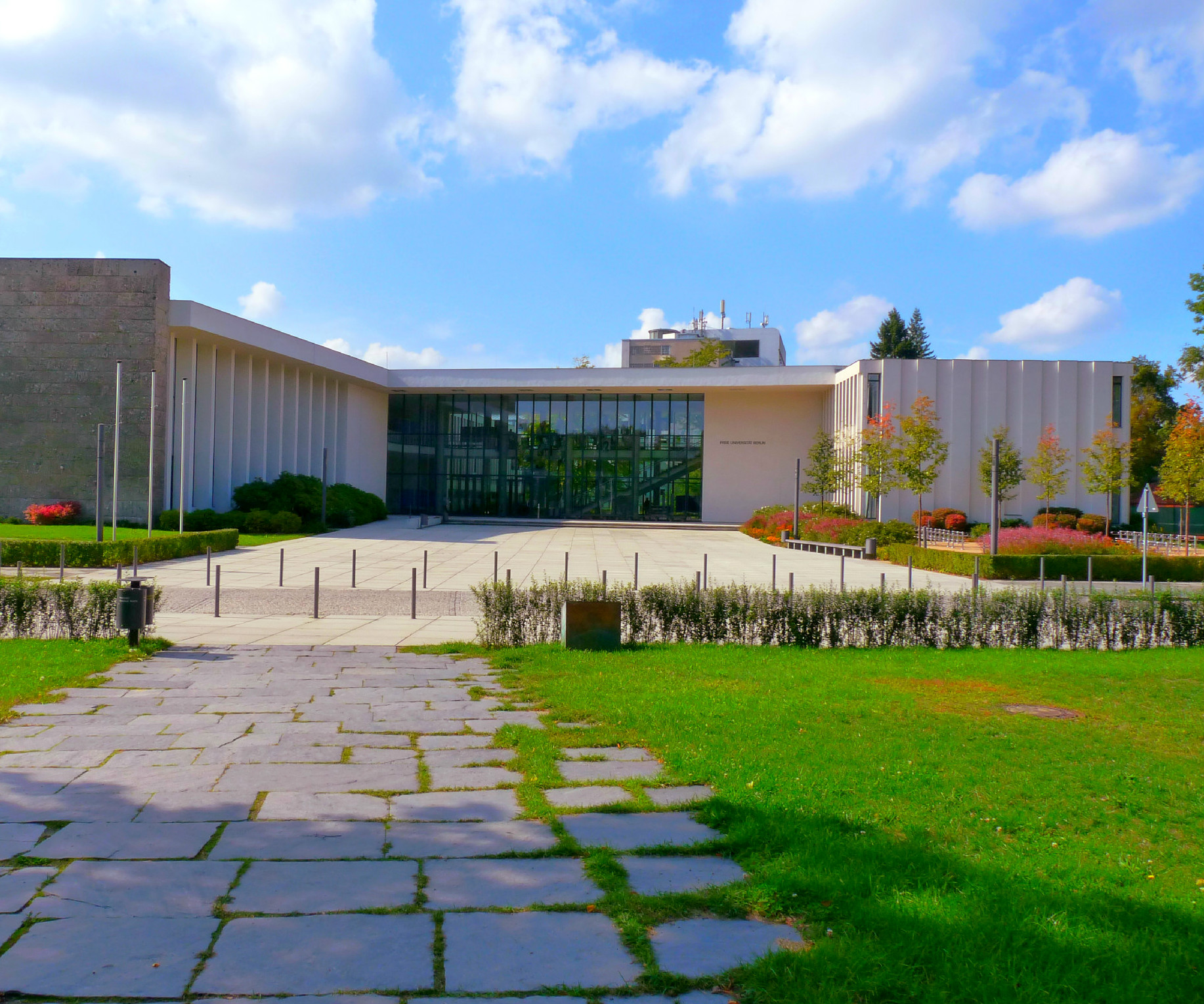
Henry-Ford-Bau – zentrales Hörsaalgebäude mit Auditorium maximum, 1954 erbaut

In den späten 1960er Jahren war die Freie Universität eines der Zentren der 68er-Bewegung und der Außerparlamentarischen Opposition (APO) in Deutschland, zu der beispielsweise die FU-Studenten Rudi Dutschke und Benno Ohnesorg gehörten. Für die Universitäten ergaben die Proteste 1969 beispielsweise die Abschaffung des traditionellen Ordinariensystems, welches die alleinige Kontrolle der Universität durch die Professoren vorsah.:87 An verschiedenen Instituten wurden Reformsatzungen eingeführt.
Durch die Bildungsexpansion in den 1970er Jahren begann die Entwicklung zur Massenuniversität. 1973 wurde die seit 1967 gebaute Rostlaube als Institutsgebäude für einen Großteil der Geistes- und Sozialwissenschaften eröffnet. 1978 wurden die ersten Abschnitte der Silberlaube eröffnet; weitere Abschnitte wurden 1982 bezogen.
Im Wintersemester 1976/77 kam es an der FU zum Berufsverbotestreik und neben universitären Belangen (HRG) vor allem die Bedrohung einiger Dozenten durch den Radikalenerlass und die eigenen Perspektiven thematisierte. Der Streik wurde im Audimax von 4000 Studenten beschlossen und sofort umgesetzt. Im Innenverhältnis gelang es der Neuen Studentenbewegung, die Vorherrschaft der maoistischen K-Gruppen und der DDR-orientierten Studentenverbände, die aus der 68er-Bewegung stammten, zu brechen.

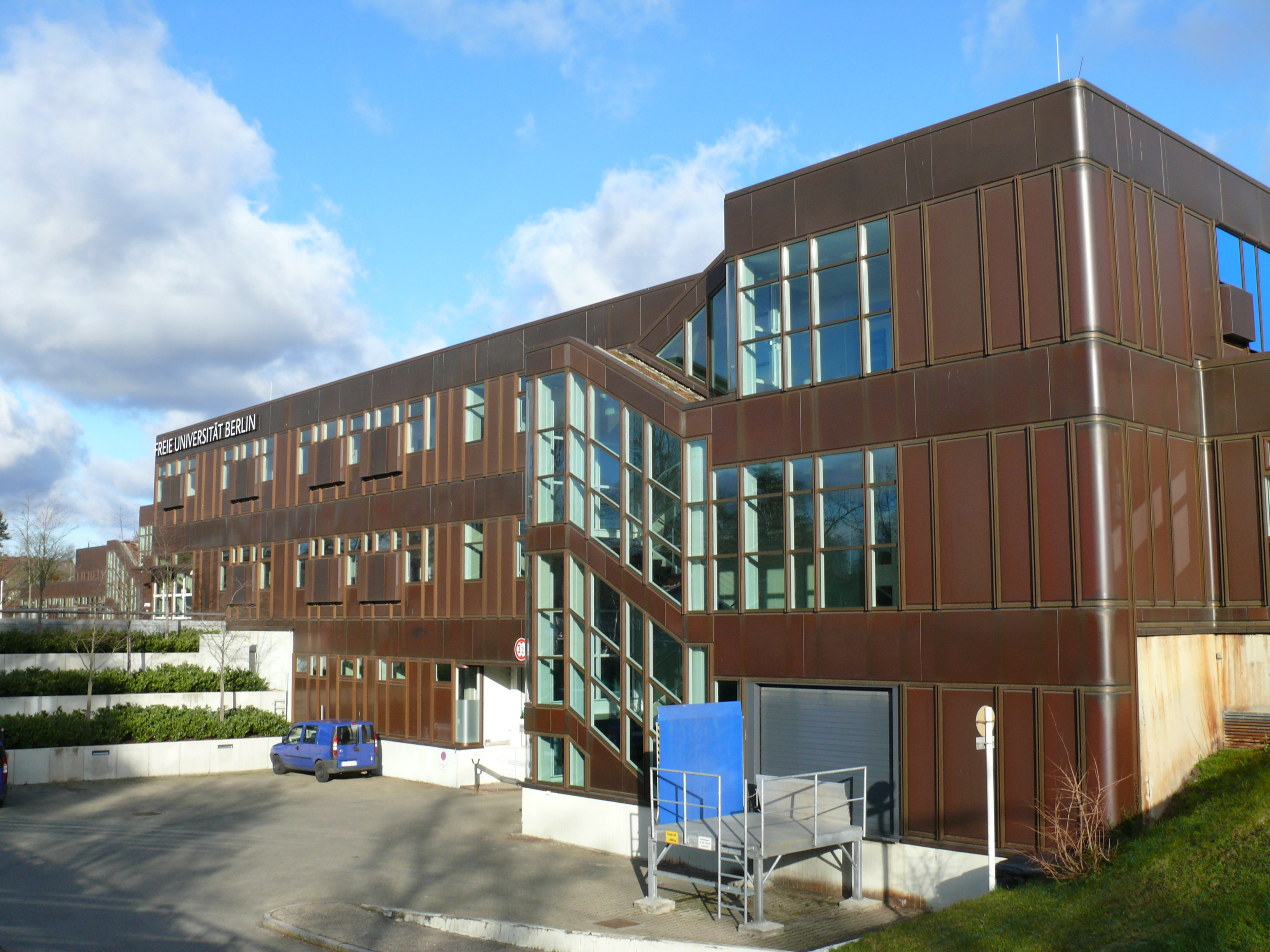
Haupteingang seit 1973

Das Gelände der Pädagogischen Hochschule (PH) in Berlin-Lankwitz wurde 1980 in die FU Berlin integriert. Etwa die Hälfte der rund 5000 PH-Studenten und der Professoren wechselten an die Freie Universität. Auf dem Gelände wurden die Geologie, die Geophysik und die Paläontologie sowie die Kommunikationswissenschaften und die Zentraleinrichtung für audiovisuelle Medien (ZEAM) untergebracht.
Als zum Wintersemester 1988/89 Pläne einer unter Ausschluss auch der universitären Öffentlichkeit tagenden Strukturkommission zur Umgestaltung der FU bekannt wurden, die die Abschaffung ganzer Studiengänge und die Zusammenlegung von Instituten vorsahen, kam es zu intensiven studentischen Protesten, die in einem semesterlangen Streik gipfelten. Ein länger bleibender Erfolg dieser von den Studenten so genannten B*Freiten Universität waren die durch die Studenten selbst organisierten Projekttutorien, die bis 2002 erhalten blieben. Am Fachbereich Rechtswissenschaft existiert bis heute ein auf die studentischen Initiativen 1988/89 zurückreichendes Tutorienprogramm.

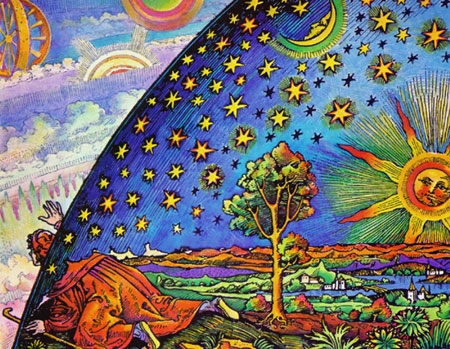
Vorlage für das Logo der Dahlem Konferenzen (1990–2012)

Mitte der 1980er Jahre erreichte die FU Berlin als „Massenuniversität“ erstmals eine Studentenzahl von über 50.000. Nach dem Mauerfall überstieg diese Zahl 60.000 und erreichte im Wintersemester 1991/92 mit 62.072 Studenten ihren Höchststand. Damit wurde die FU (nach der Ludwig-Maximilians-Universität München) die zweitgrößte Universität Deutschlands. Wenige Monate später beschloss der Senat von Berlin, die Studienplätze an der FU Berlin bis zum Jahr 2003 um 10.000 zu reduzieren. Immatrikulations- und Rückmeldegebühren wurden eingeführt. Die Studentenzahl schrumpfte im Verlauf der Einsparungsprozesse auf 43.885 im WS 2002/03. Bedingt durch die angespannte Haushaltslage des Landes Berlin beschloss die Landesregierung die Umstrukturierung der Hochschulmedizin. Dies führte 2003 zur Fusion der beiden medizinischen Einrichtungen von FU und der Humboldt-Universität zu einem vereinigten Fachbereich, sie bilden seitdem gemeinsam die Medizinische Fakultät Charité – Universitätsmedizin Berlin. Die Studentenzahl betrug im WS 2005/06 nur noch 34.936. Rund die Hälfte dieses Rückgangs ist auf die Verlagerung der Humanmedizin zurückzuführen, die Studenten werden seitdem nicht mehr in der Statistik der FU geführt.
Die FU Berlin führte von 1990 bis 2012 die Dahlem-Konferenzen durch. Dabei handelte es sich um einwöchige interdisziplinäre Zusammenkünfte, die in der Wissenschaftsgemeinschaft als international renommierte Einrichtungen galten. Ihre Teilnehmer waren weltweit anerkannte Wissenschaftler aus unterschiedlichen Ländern, häufig auch Nobelpreisträger.

### Exzellenzuniversität
In der ersten Runde der Exzellenzinitiative wurde die Freie Universität positiv begutachtet: Durch die Bewilligung von insgesamt neun Projekten (drei Exzellenzcluster und sechs Graduiertenschulen) schnitt die Universität als erfolgreichste Hochschule im Wettbewerb ab. Das 2007 ausgezeichnete Zukunftskonzept International Network University wurde im Rahmen der zweiten Programmphase der Exzellenzinitiative in der Evaluation im Juni 2012 bestätigt, die FU Berlin zählt auch weiterhin zu den deutschen Exzellenzuniversitäten. Für ihre bewilligten Projekte im Zeitraum 2007 bis 2012 erhielt die Universität insgesamt 108 Millionen Euro aus den Mitteln der Exzellenzinitiative.
Im Jahr 2023 wurde ein neues Universitätswappen etabliert.

## Organisation

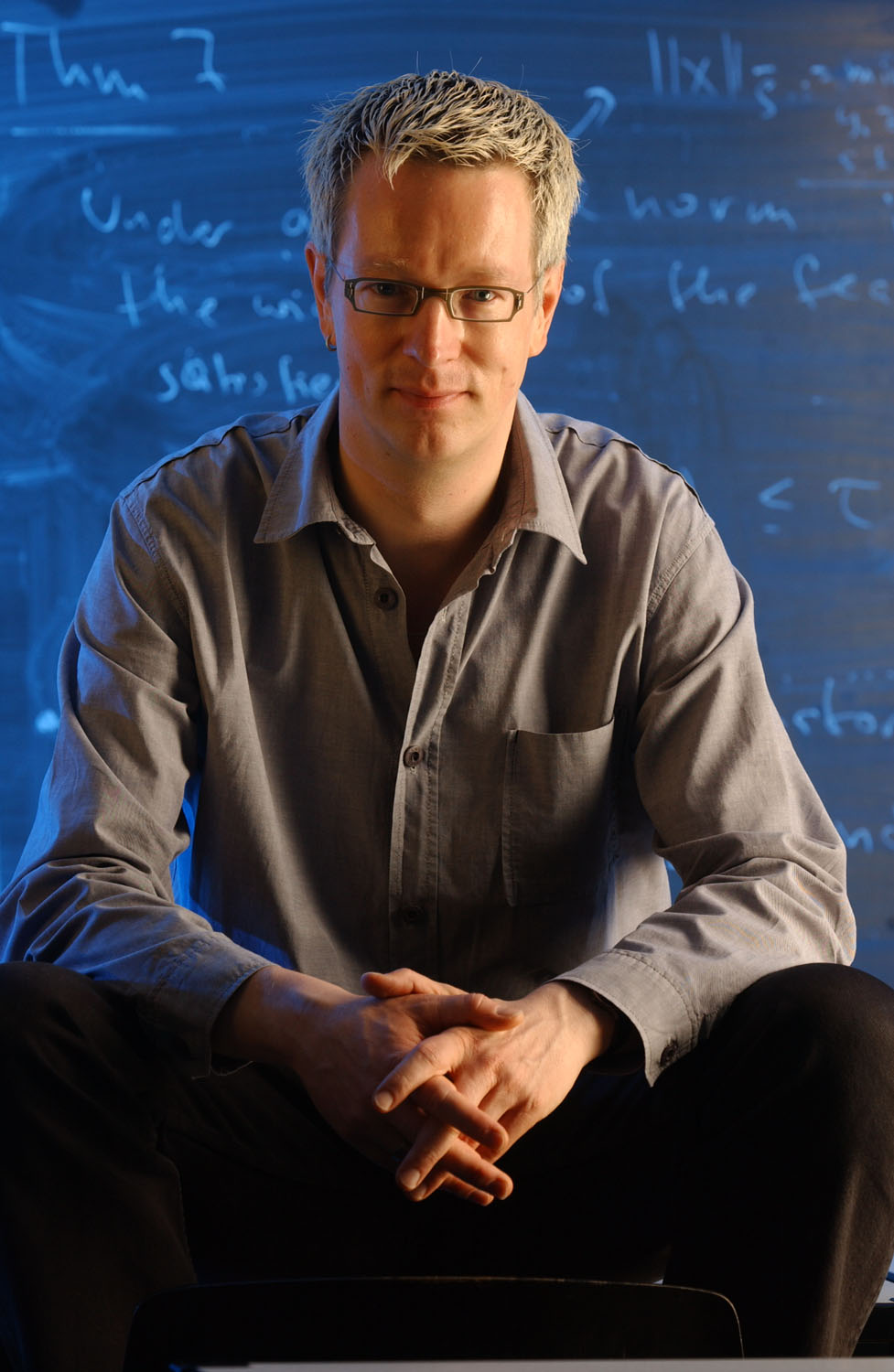
Günter M. Ziegler 2007, Präsident der FU Berlin seit 2018

An der Spitze der Freien Universität Berlin steht das Präsidium, das sich zusammensetzt aus dem Präsidenten, Günter M. Ziegler, der Ersten Vizepräsidentin, Verena Blechinger-Talcott, sowie den Vizepräsidenten Georg W. Bertram, Sven Chojnacki, Petra Knaus und der Kanzlerin Andrea Güttner (mdWdAb) (Stand: 2024).
Die Freie Universität Berlin gliedert sich in zwölf Fachbereiche (FB) sowie in vier Zentralinstitute (ZI) und acht Zentraleinrichtungen (ZE).
Finanziert wird die Universität durch die Senatsverwaltung für Wissenschaft, Gesundheit und Pflege, durch Semesterbeiträge und eingeworbene Drittmittel.

### Fachbereiche
- FB Biologie, Chemie, Pharmazie
- FB Erziehungswissenschaft und Psychologie
- FB Geowissenschaften
- FB Geschichts- und Kulturwissenschaften (enthält auch: Ostasien und Vorderer Orient, Judaistik, evangelische und katholische Theologie, Religionswissenschaft, Kunstgeschichte, Ostasiatische Kunstgeschichte)
- FB Medizinische Fakultät Charité – Universitätsmedizin Berlin und Zentrum für Human- und Gesundheitswissenschaften der Berliner Hochschulmedizin
- FB Mathematik und Informatik
- FB Philosophie und Geisteswissenschaften (enthält auch: Institut für Theaterwissenschaft, Peter-Szondi-Institut für Allgemeine und Vergleichende Literaturwissenschaft)
- FB Physik

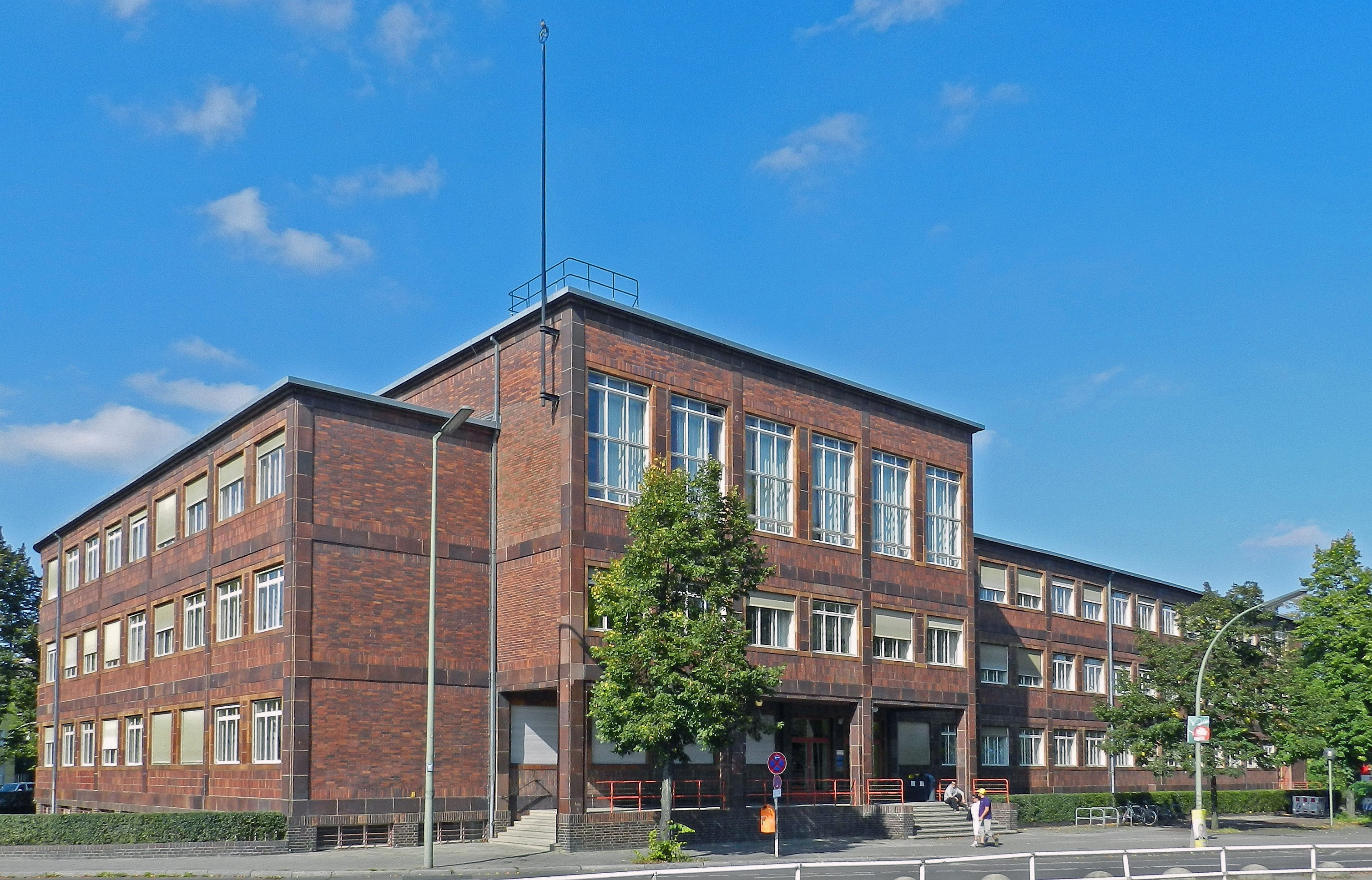
Das Lateinamerika-Institut, im früheren Reichsknappschaftshaus

- FB Politik- und Sozialwissenschaften (enthält auch: Publizistik- und Kommunikationswissenschaft, Sozial- und Kulturanthropologie)
- FB Rechtswissenschaft
- FB Veterinärmedizin (mit Außenstelle Klinik für Pferde in Silberberg (Bad Saarow))
- FB Wirtschaftswissenschaft (School of Business & Economics)

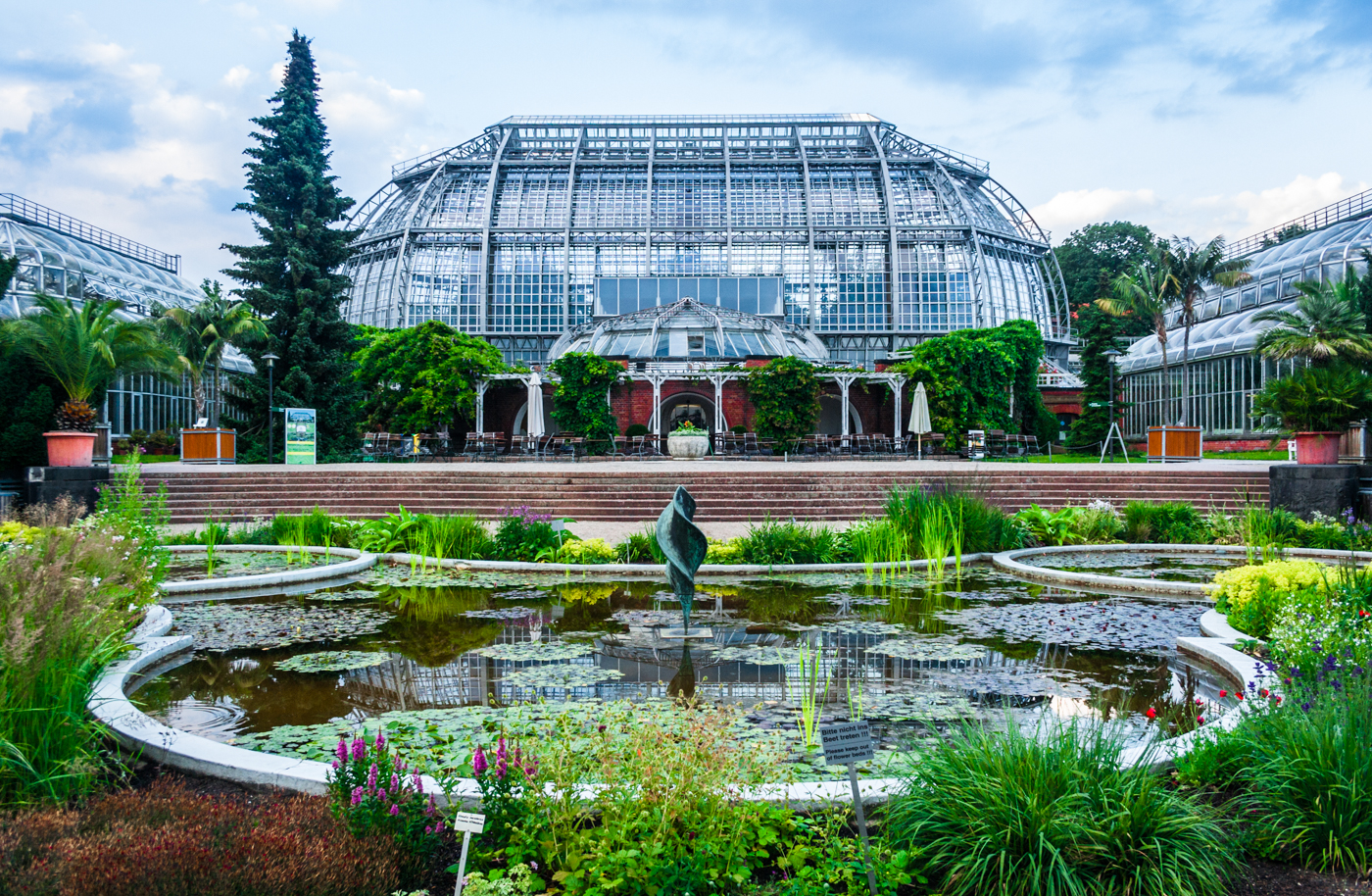
Botanischer Garten Berlin
(Großes Tropenhaus), 1907, Architekt: Alfred Koerner

### Zentralinstitute
- Dahlem School of Education
- John-F.-Kennedy-Institut für Nordamerikastudien
- Lateinamerika-Institut
- Osteuropa-Institut

### Zentraleinrichtungen
Neben den Fachbereichen und Zentralinstituten übernehmen die Zentraleinrichtungen (ZE) weitere wichtige – zumeist interdisziplinäre – Aufgaben: das Hochschulrechenzentrum (Zentraleinrichtung für Datenverarbeitung, kurz ZEDAT), ZE Förderung von Frauen- und Geschlechterforschung, ZE Hochschulsport, ZE Sprachenzentrum, ZE Studienberatung und Psychologische Beratung, ZE Universitätsbibliothek, ZE Zentrum Weiterbildung und die ZE Botanischer Garten & Botanisches Museum.

### Institut für Schulqualität
Das Institut für Schulqualität der Länder Berlin und Brandenburg (ISQ) ist ein An-Institut der FU Berlin nach dem Landeshochschulgesetz.

## Campus

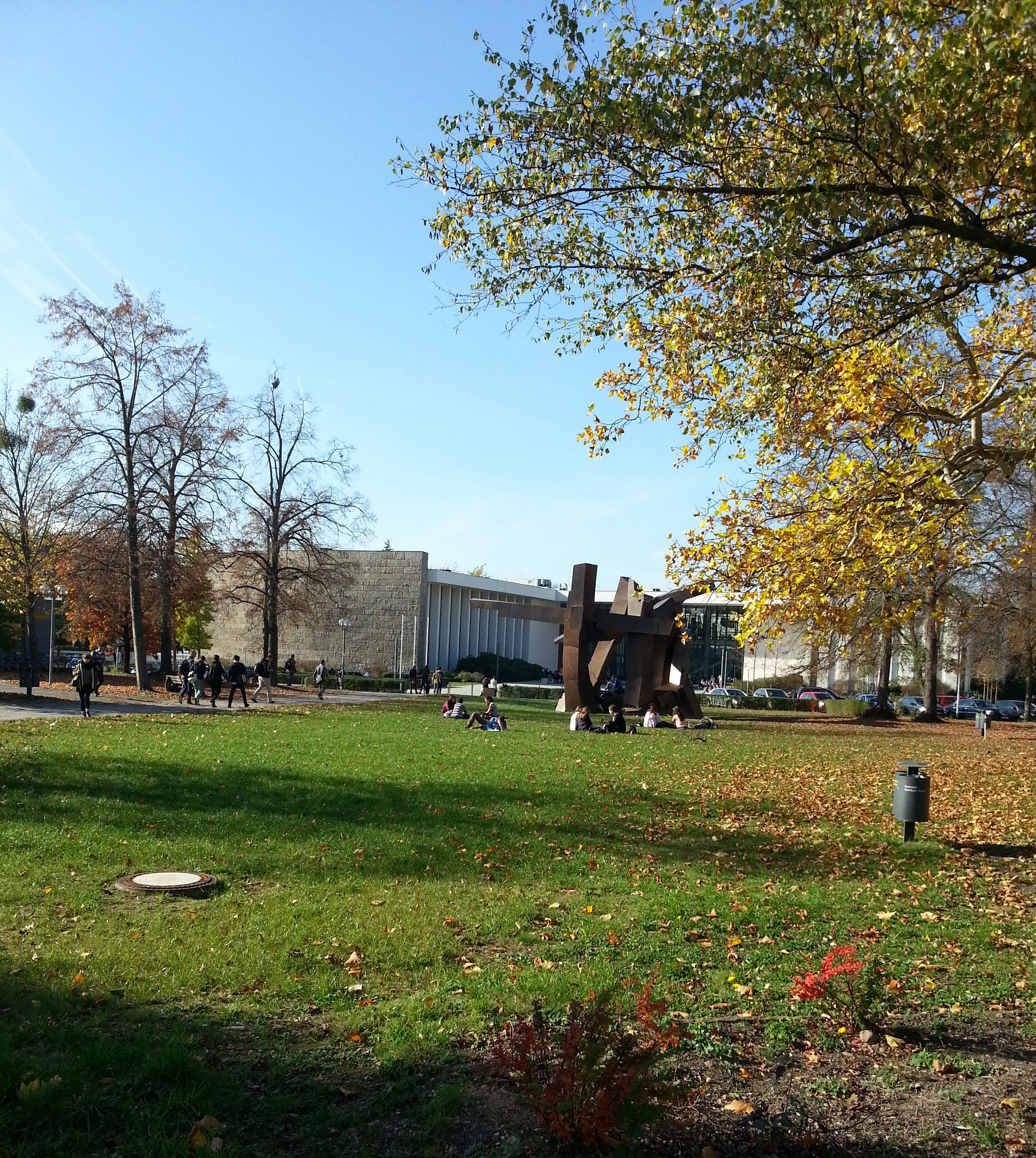
Zentrales Campusgelände in Berlin-Dahlem

Der Hauptstandort der Freien Universität liegt im Südwesten Berlins, im Ortsteil Dahlem des Bezirks Steglitz-Zehlendorf. Weitere Institute und Nebenstandorte befinden sich in den Ortslagen Lichterfelde West und Düppel, sowie in den Ortsteilen Steglitz und Lankwitz.

### Dahlem und Lichterfelde West
Der Campus in Dahlem konzentriert auf das Gelände an der Garystraße (benannt nach Max Gary) zwischen Clayallee und Thielallee. Hier stehen auch der Henry-Ford-Bau und die Universitätsbibliothek. Das zweite große Areal liegt nordöstlich davon in der Nähe des alten Dahlemer Dorfkerns, zwischen Königin-Luise-Straße und Habelschwerdter Allee, entlang der Fabeckstraße und Arnimallee. Am bekanntesten ist dort sicherlich der Gebäudekomplex der Rost- und Silberlaube. 2005 wurde hier die nach Plänen von Norman Foster gebaute neue Philologische Bibliothek der Freien Universität Berlin eröffnet. Das 2015 eröffnete Instituts- und Bibliotheksgebäude der „kleinen Fächer“ schließt sich an die Silberlaube an. Es erhielt nach seiner Holzverkleidung und in Anlehnung an die Rost- und Silberlaube den Namen „Holzlaube“.
Der Dahlemer Hauptcampus geht in das südlich der Altensteinstraße gelegene Villenviertel Lichterfelde West über. Einige Institute und Einrichtungen in sind hier in ehemaligen Privatvillen untergebracht, wie das Institut für Islamwissenschaft und Seminar für Semitistik und Arabistik. Zudem liegt in Lichterfelde West der Botanische Garten mit seinen angegliederten Instituten und dem Botanischen Museum. Er wurde 1996 Teil der Freien Universität und gehört mit einer Fläche von 43 Hektar zu den größten Botanischen Gärten der Welt. Angrenzend an den Schlosspark Lichterfelde befindet sich das zur medizinischen Fakultät Charité gehörige Universitätsklinikum Benjamin Franklin.

### Steglitz, Lankwitz und Düppel
Im Ortsteil Steglitz befinden sich das Institut für Meteorologie, das Institut für Theaterwissenschaften und das Gebäude des Fachbereichs Zoologie.
Ein Geocampus genannter Nebenstandort für die befindet sich im Ortsteil Lankwitz an der Malteserstraße und ist seit 1980 Teil der Freien Universität. Hier befinden sich das Institut für Geographische Wissenschaften, das Institut für Geologische Wissenschaften und die Verwaltungsgebäude des Fachbereichs Geowissenschaften. Außerdem ist in Lankwitz das Universitätsarchiv angesiedelt, das unter anderem das FU-Lexikon bereut.
Der Campus Düppel besteht aus dem Areal des ehemaligen Rittergutes Düppel, hier sind die veterinärmedizinischen Einrichtungen des Tierklinikums angesiedelt.

### Wissenschaftsstandort vor 1948

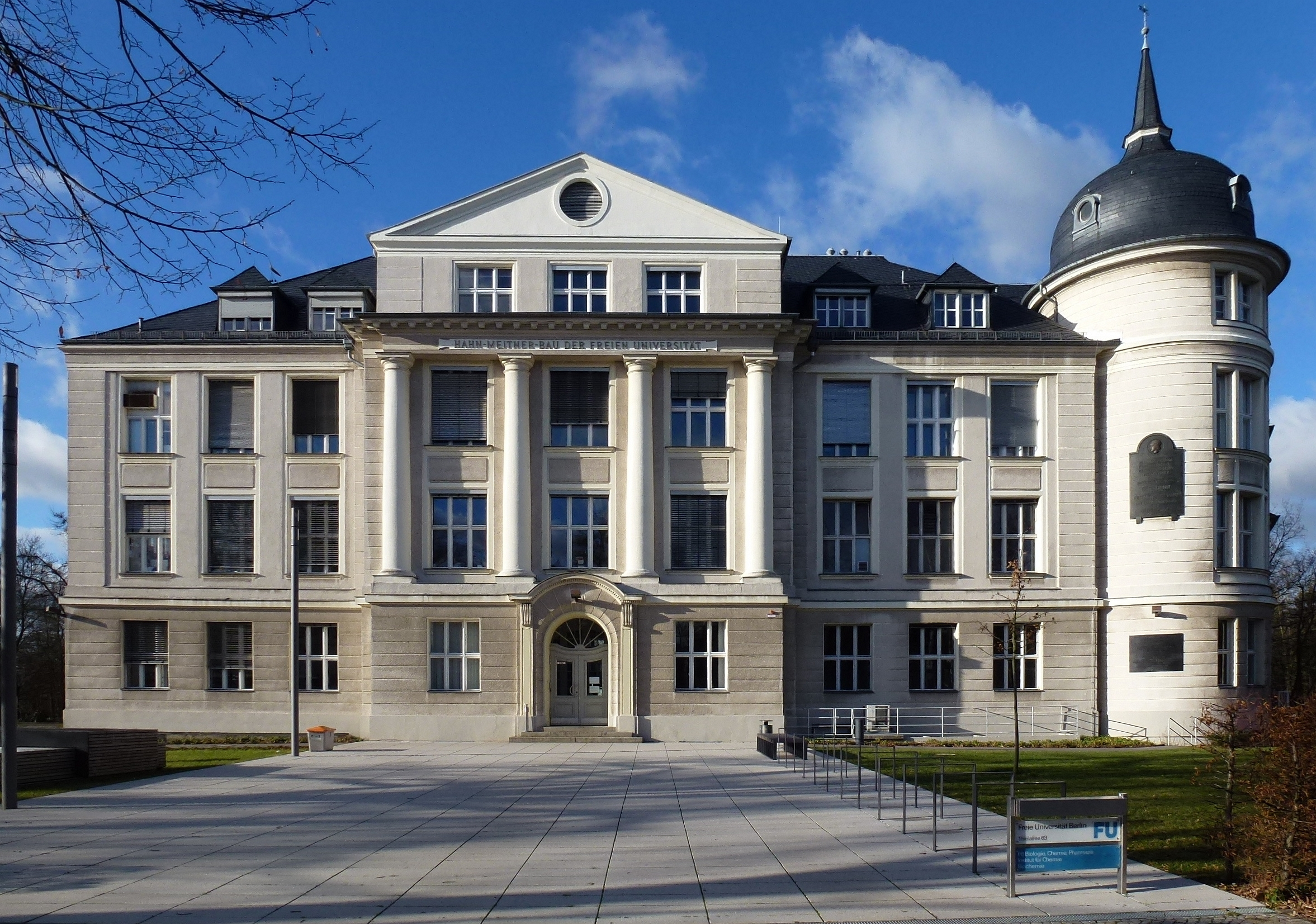
Hahn-Meitner-Bau: Institut für Biochemie (ehem. Kaiser-Wilhelm-Institut für Chemie)

Die Tradition der heutigen veterinärmedizinischen Abteilung reicht bis 1790 als „Thierarzneyschule“ zurück. Meilenstein der Einrichtung war die Erlangung der Hochschulwürde 1887 für ein Studium an der neu entstandenen Tierärztlichen Hochschule. 1910 erhielt sie das Promotionsrecht.  Ab 1937 gab es eine eigene Veterinärmedizinische Fakultät an der Friedrich-Wilhelms-Universität. Im Jahr 1992 wurden die beiden Veterinärmedizinischen Fakultäten der Humboldt-Universität Berlin und der Freien Universität Berlin zusammengeführt und stehen seitdem unter dem Dach der FU.
Die ursprüngliche Königliche Domäne Dahlem wurde 1901 auf Initiative des Ministerialdirektors im preußischen Kultusministerium Friedrich Althoff aufgelöst. Sein Ziel war auf ihrem Areal „die Begründung einer durch hervorragende Wissenschaftsstätten bestimmten vornehmen Kolonie – ein deutsches Oxford“ und plante, Dahlem zu einem international führenden Wissenschaftsstandort auszubauen. Wohnen und wissenschaftliches Arbeiten in einer mit Grünanlagen gestalteten Umgebung sollten verbunden werden.

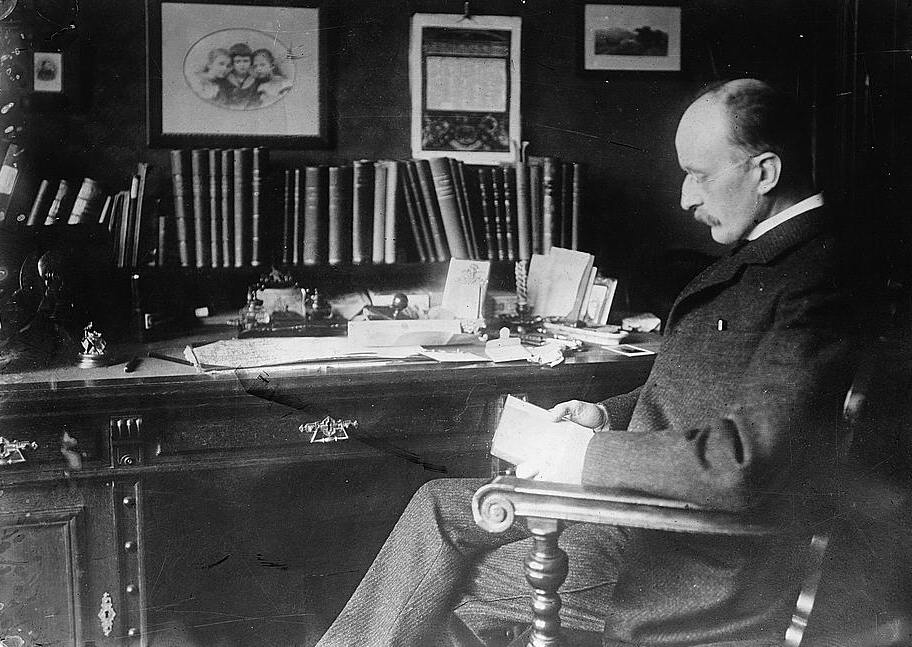
Max Planck

Zunächst trugen die Ansiedlung wissenschaftlich orientierter Fachbehörden und dann der Neubau zweier Institute der Berliner Universität bei. Bis zur Gründung der Kaiser-Wilhelm-Gesellschaft zur Förderung der Wissenschaften (KWG) 1911 vergingen jedoch noch zehn Jahre. Sie ließ etliche repräsentative Gebäude errichten, vor allem um in ihnen naturwissenschaftliche Institute unterzubringen. Dort forschten zwölf Nobelpreisträger und namhafte Wissenschaftler, unter ihnen Adolf von Harnack, Max Planck, Fritz Haber und Carl Bosch. Die Chemiker Otto Hahn und Fritz Straßmann entdeckten hier Ende 1938 die Kernspaltung des Uran-Atoms, die von den Physikern Lise Meitner und Otto Robert Frisch im Exil in Schweden theoretisch gedeutet wurde. Richard Willstätter erforschte die Chlorophyllstruktur und auch der Erfinder der Relativitätstheorie Albert Einstein und sein Freund Max von Laue, der Entdecker der Beugung von Röntgenstrahlen, waren hier tätig.
Die nationalsozialistische Gleichschaltung und die Durchsetzung des Arierparagraphen bedeutete für die KWG den Verlust vieler Mitarbeiter. Zudem erlangten einige der Institute nach der Machtergreifung durch die Nationalsozialisten traurige Berühmtheit, wie das Kaiser-Wilhelm-Institut für Anthropologie, menschliche Erblehre und Eugenik, an dem rassentheoretische Forschung betrieben wurde.
1948 übernahm die Freie Universität Berlin mehrere Gebäude der Max-Planck-Gesellschaft (MPG), die nach dem Zweiten Weltkrieg aus den Kaiser-Wilhelm-Instituten hervorgegangen war. MPG und FU sehen sich daher auch gemeinsam in der wissenschaftlichen Tradition des Standortes Dahlem.

### Universitätscampus nach 1948
Ursprünglich orientierte sich die Gestaltung des Kernbereichs der FU am angelsächsischen Typus des Universitätscampus. Dies war in Deutschland eine Neuheit, da bisher die Konzentration auf monumentale Hauptgebäude im Stadtzentrum dominierte. Seinen räumlichen Mittelpunkt erhielt der Campus in den 1950er Jahren mit neu errichteten Gebäudegruppen, eingebettet in mehrere Grünanlagen. Nach Plänen von Gustav Müller und Franz-Heinrich Sobotka wurden die Universitätsbibliothek und der nach Henry Ford II benannte Henry-Ford-Bau errichtet. Letzterer beherbergt das Auditorium maximum, weitere große Hörsäle, Seminarräume und den Sitzungssaal des Akademischen Senats. Daneben wurden auch die benachbarten Gründerzeitvillen, Forschungsgebäude und Institute der ehem. Kaiser-Wilhelm-Gesellschaft mit einbezogen. Im südlichen Dahlem sind heute unter anderem die Wirtschafts-, Sozial- und Rechtswissenschaften angesiedelt, aber auch das Otto-Suhr-Institut für Politische Wissenschaft, das Osteuropa-Institut, die Pharmakologie, Biochemie, Zentrale Universitätsverwaltung und das Präsidialamt. Die beiden Letzteren nutzen das Gebäude der ehemaligen Alliierten Kommandantur als Dienstsitz.

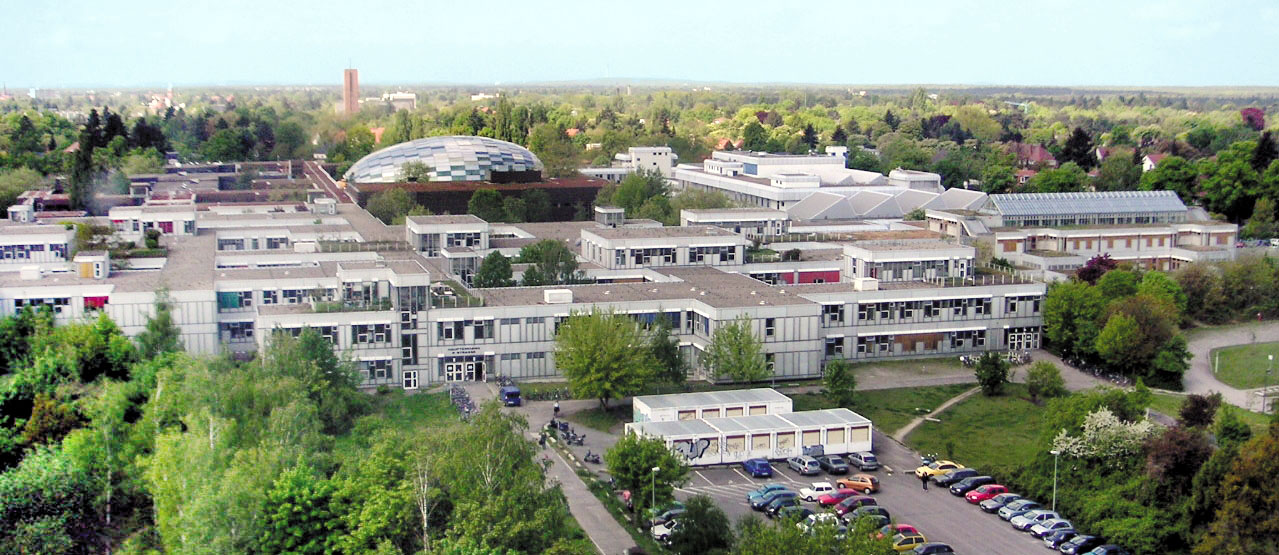
Gebäudekomplex Rost- und Silberlaube

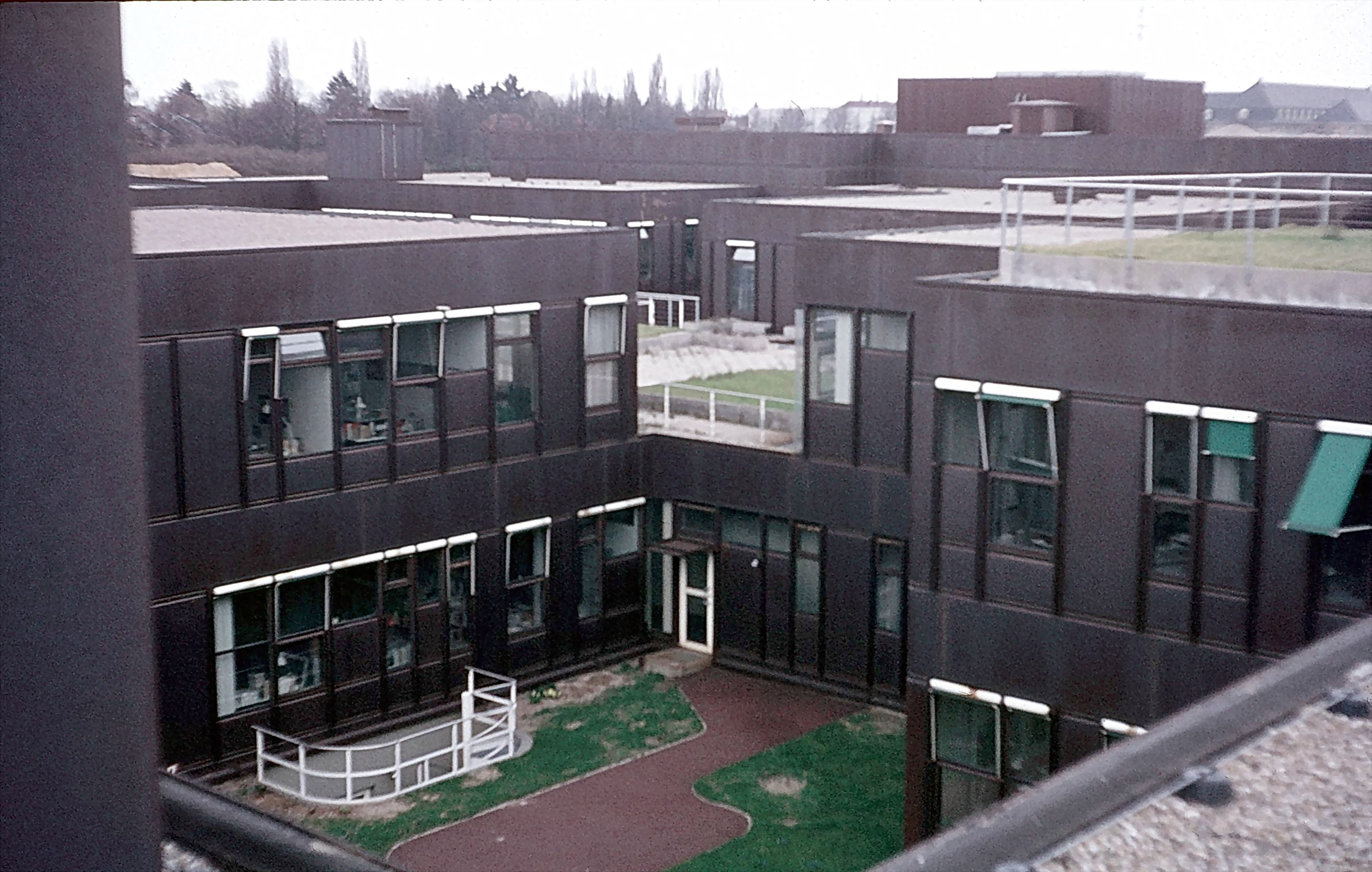
FU Berlin, Rostlaube, Innenhof 1964, Candilis-Josic-Woods mit Manfred Schiedhelm

Mit dem Ausbau der Hochschule für über 50.000 Studenten in den 1970er bis 1980er Jahren wuchs auch der Raumbedarf. Der einst klar nach außen abgegrenzte Campus wurde erheblich ausgeweitet. Vor allem im nördlicheren Dahlem wurden neue Gebäude auf Obstanbauplantagen, unter ihnen der Gebäudekomplex der sog. Rost- und Silberlaube, errichtet. Dort befinden sich neben den naturwissenschaftlichen Einrichtungen wie der Chemie, Physik, Biologie, Pharmazie, Mathematik und Informatik auch die Geschichts- und Kulturwissenschaften, die Philologischen Einrichtungen, die Philosophie und Geisteswissenschaften, sowie die Erziehungswissenschaft und die Psychologie.
Obwohl die Einrichtungen der FU Berlin auf etwa 230 Gebäude – häufig ehemalige Privatvillen – verteilt sind, liegen sie dennoch überwiegend in einem relativ engen Radius von ca. 1,5 km verteilt. Insgesamt umfasst das Gelände der FU in Dahlem heute ca. 1,85 Millionen m².
Weitere infrastrukturelle Einrichtungen im Bezirk sind neben Sportanlagen auch Wohnraum für Studenten, wie etwa das universitätsnah gelegene Studentendorf Schlachtensee. Die FU Berlin gilt als Universität in ruhiger Lage mit hoher Lebensqualität: Vor allem Villen und Gärten, mehrere Parks, Grünanlagen prägen das Bild des Stadtteils, der im Westen an den Grunewald grenzt. Die Universität an den Öffentlichen Personennahverkehr angebunden: Neben mehreren Buslinien ist die westliche Berliner Innenstadt mit der U-Bahn-Linie U3, das östliche Zentrum durch die S-Bahn-Linie S1 in einer Fahrzeit von jeweils ca. 15 Minuten erreichbar.

### Architektur

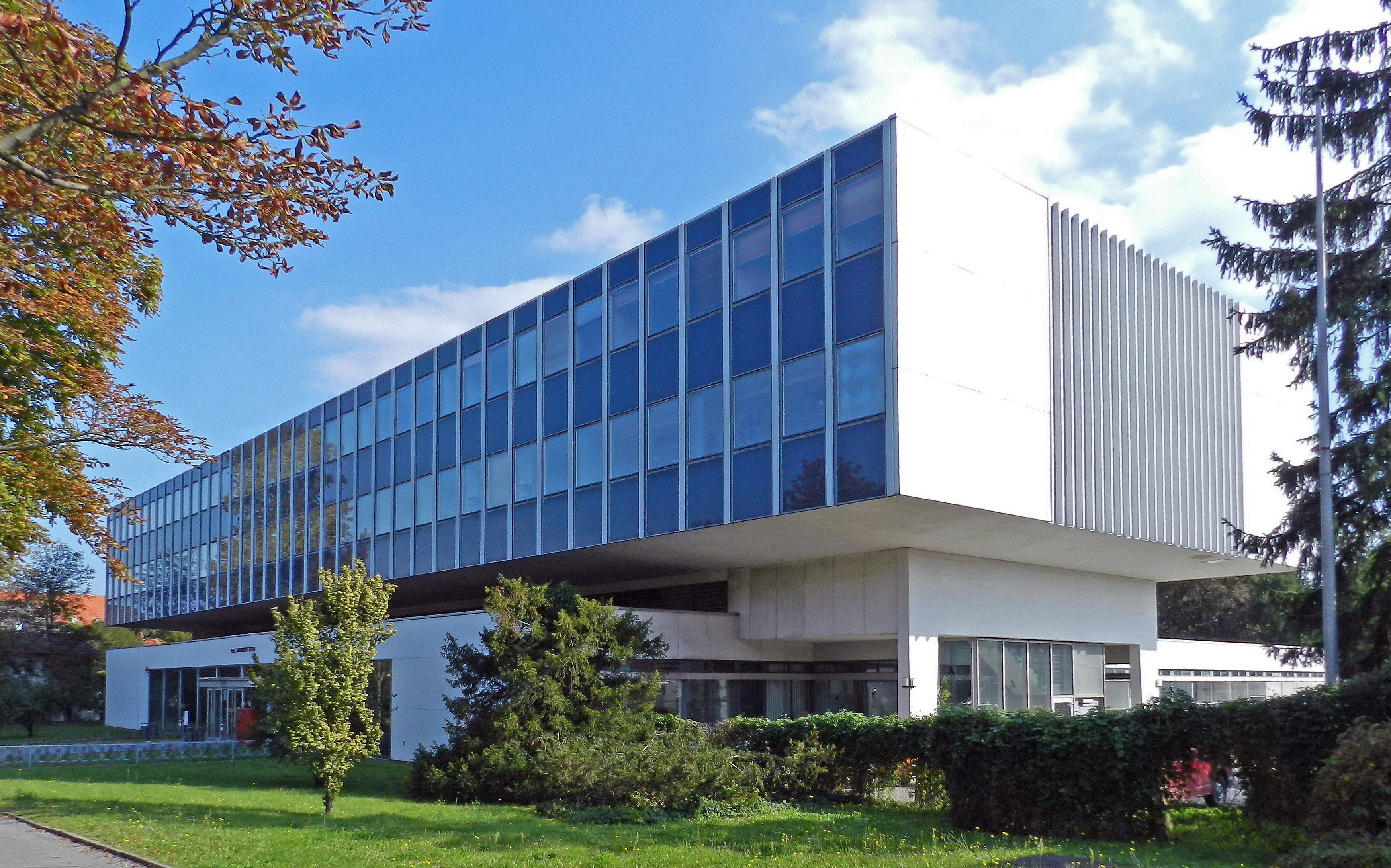
Institut für Pflanzenphysiologie und Mikrobiologie, 1970, Wassili Luckhardt

Viele der repräsentativen Gebäude der KWG stammen von Ernst von Ihne, dem Architekten des Bodemuseums und der Staatsbibliothek Unter den Linden. Sein Münchner Kollege Carl Sattler schuf 1929 ein Vortrags- und Begegnungszentrum und gleichzeitig Gästehaus für Wissenschaftler aus aller Welt, heute als Harnack-Haus bekannt. Neues Bauen bedeutete das am Breitenbachplatz gelegene und im Stile des Bauhauses 1930 errichtete damalige Reichsknappschaftshaus. Max Taut und Franz Hoffmann entschieden sich für eine Stahlskelettbauweise und eine mit Keramikplatten verkleidete Fassade. Heute sind in dem denkmalgeschützten Haus das Lateinamerika-Institut (LAI) und Teile der Verwaltung untergebracht.
Das heute als Präsidialamt genutzte Gebäude diente in seiner Anfangszeit als Verwaltungsgebäude für den Verband der öffentlichen Feuerversicherungsanstalten und wurde 1929 von Heinrich Straumer erbaut.
Architekten, die für die FU Berlin tätig waren: Candilis-Josic-Woods und Manfred Schiedhelm von der Architektengruppe Team 10 mit der „Rostlaube“ (1973). Norman Foster mit der „Silberlaube“ (1982) und Florian Nagler mit der „Holzlaube (2015).“, aber auch Hinrich Baller und Inken Baller mit dem Institut für Philosophie (1981).
Zahlreiche Flachdächer der Universitätsgebäude sind seit 2008 mit Photovoltaikanlagen bestückt, um einen Beitrag zur Energieeffizienz im Stromverbrauch zu leisten.

### Wissenschaftliches und kulturelles Umfeld

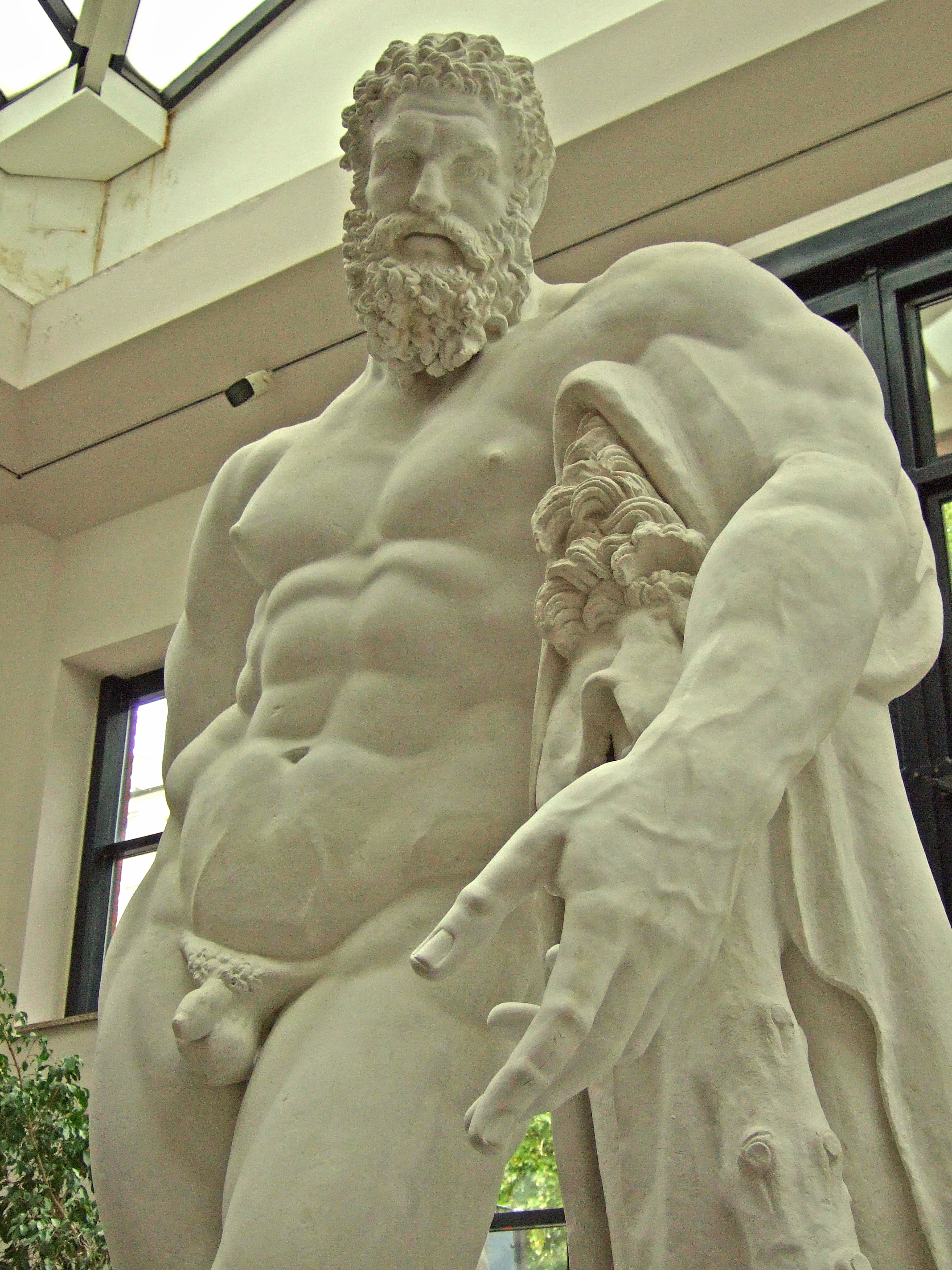
Herkules-Statue in der Abguss-Sammlung Antiker Plastik

Die Freie Universität ist mit ihrem Sitz in Dahlem und Berlin in ein herausragendes wissenschaftliches und kulturelles Umfeld eingebettet. Neben der Freien Universität Berlin haben in Dahlem auch mehrere Max-Planck-Institute (unter anderem MPI für Bildungsforschung, MPI für Wissenschaftsgeschichte, MPI für Molekulare Genetik, Fritz-Haber-Institut mit anorganischer Chemie, chemischer Physik, Molekülphysik, physikalischer Chemie; außerdem das Archiv der MPG), das Julius Kühn-Institut, das Bundesinstitut für Risikobewertung sowie das Zuse-Institut Berlin ihr Domizil. Im angrenzenden Lichterfelde West befinden sich die Bundesanstalt für Materialforschung und -prüfung, das Bundesarchiv und der Bundesnachrichtendienst.

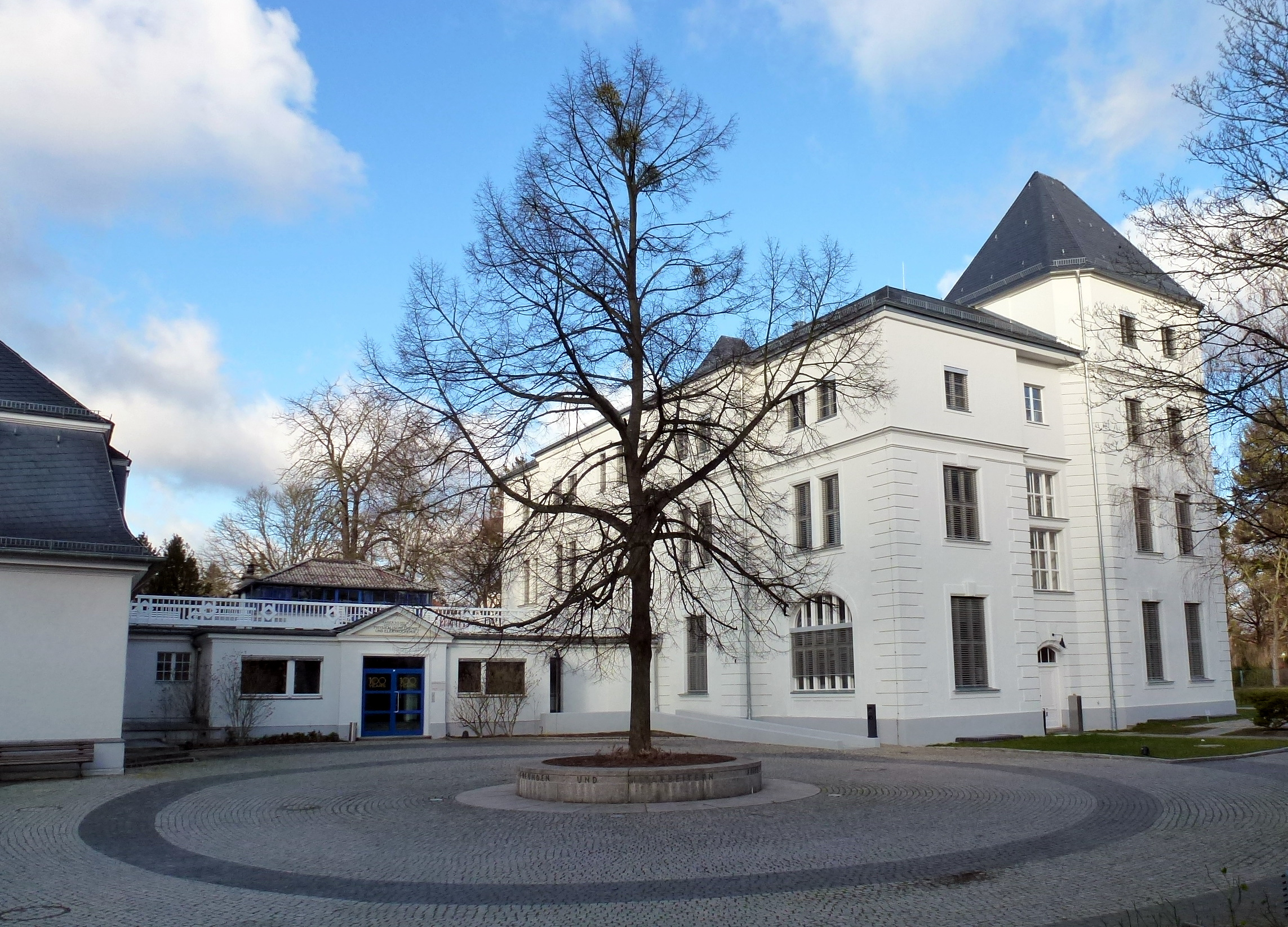
Fritz-Haber-Institut

Seit 1965 ist die 1828 gegründete, zweitälteste geographische Gesellschaft Europas, die Gesellschaft für Erdkunde zu Berlin, in Steglitz beheimatet, im eigenen Alexander-von-Humboldt-Haus; bereits seit 1832 ist an der Podbielskiallee das Deutsche Archäologische Institut (DAI) angesiedelt. Außerdem ist Dahlem ein wichtiger Museumsstandort. Neben dem Museum Europäischer Kulturen, dem Geheimen Preußischen Staatsarchiv und dem Institut für Museumsforschung sind dort auch das Brücke-Museum, das AlliiertenMuseum und das Freilichtmuseum Domäne Dahlem beheimatet.
Die zur FU Berlin gehörende Abguss-Sammlung Antiker Plastik Berlin befindet sich in der Schloßstraße 69b im Ortsteil Charlottenburg und umfasst rund 2000 Abgüsse griechischer und römischer Skulpturen. Sie dient der universitären Lehre und Forschung und soll als Museum die Skulpturen der Antike auch einem breiten Publikum zugänglich machen. Die Ausstellung vermittelt einen umfassenden Überblick über die Geschichte und die Erscheinungsformen griechischer und römischer Plastik. Ausgewählte Stücke antiker Kulturen des Mittelmeerraumes ergänzen die Sammlung.

## Studium

### Studierende

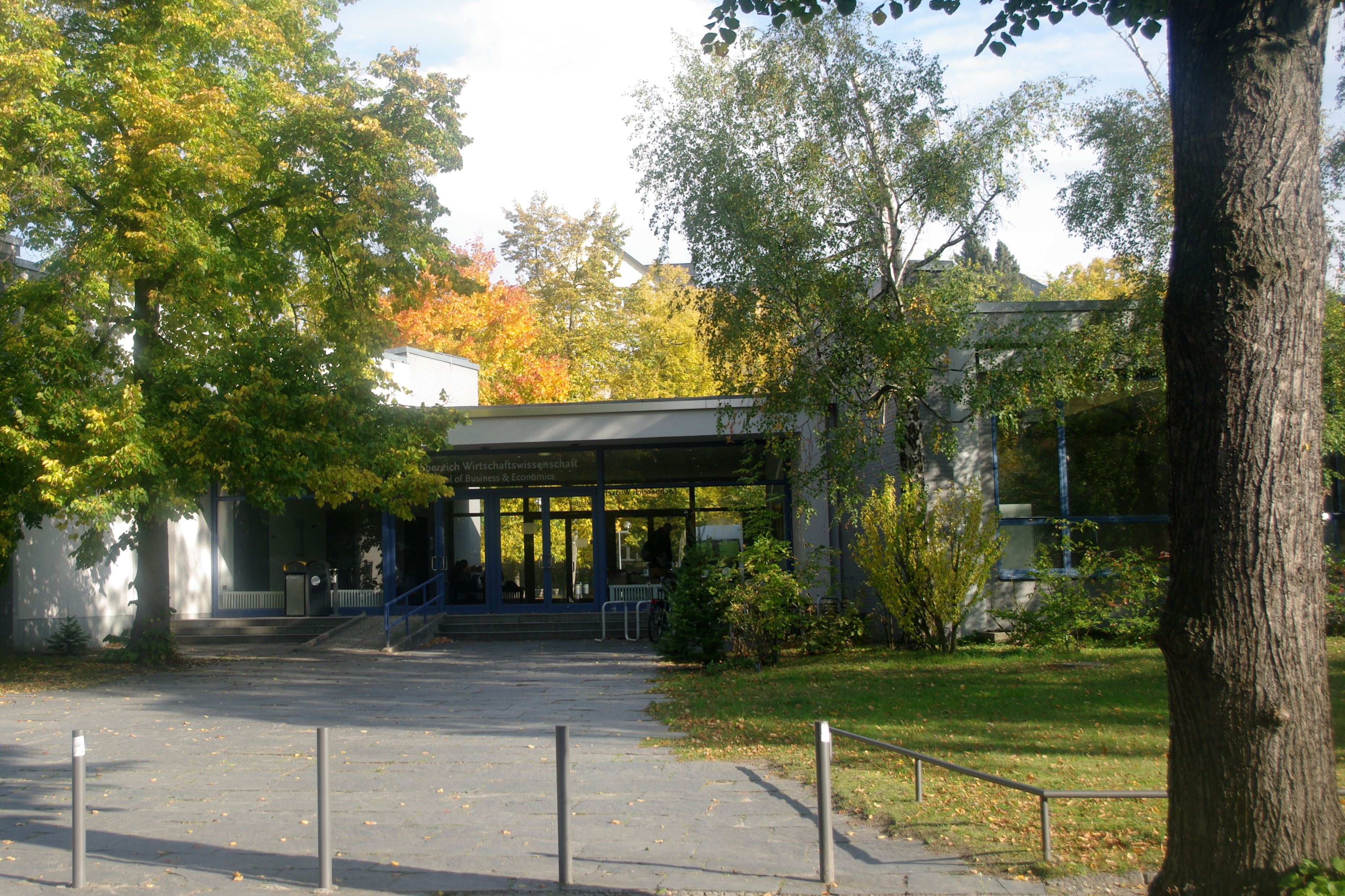
Der Fachbereich Wirtschaftswissenschaften

Die Gesamtzahl der Studierenden stieg zum Wintersemester 2023/24 im Vergleich zum Wintersemester 2015/16 um mehr als 2.000 Personen an: 2023/2024 belief sich die Zahl auf 38.564 (ohne Charité), in 2015/2016 waren dies noch 36.674. Mit einem Anteil von 23.685 waren mehr als 61 % der Studierenden weiblich und 39 % männlich (in 2015/2016 ca. 59 % weiblich zu 41 % männlich). Der Anteil ausländischer Studierender war mit 8.451 bei rund 22 % (2023/2024) etwas höher als im Vergleichssemester 2015/2016 mit 7.622 und knapp 21 %.
Die FU Berlin ist bekannt für ihre hohe Anzahl an zulassungsbeschränkten NC-Studiengängen. Die Studentenschaft ist deshalb durch eine überdurchschnittliche schulische Vorbildung geprägt.

### Studiengebühren
Als Semesterbeitrag wurden zum Sommersemester 2024 insgesamt 295,49 € erhoben, im Wintersemester 2019/20 waren dies noch 311,59 €. Die Immatrikulations-/ bzw. Rückmeldegebühren setzen sich zusammen aus der Verwaltungsgebühr, dem Sozialbeitrag für das Studierendenwerk Berlin, dem Beitrag zur Studierendenschaft und für das Semesterticket inkl. Sozialfond.

### Studienfächer

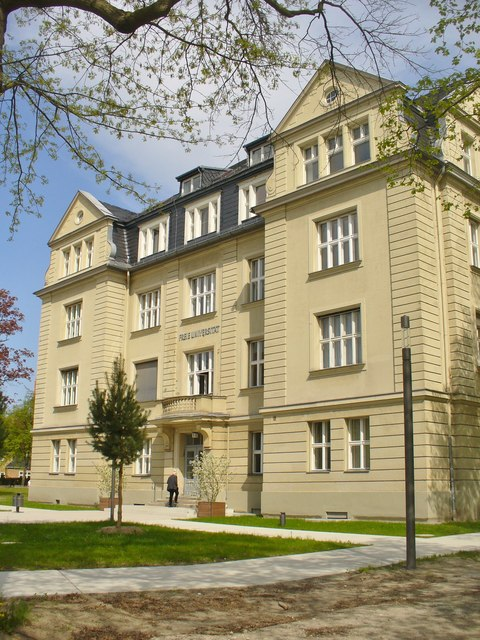
Fachbereich Rechtswissenschaft

Die FU Berlin versteht sich als traditionelle Volluniversität und deckt mit etwa 150 Studiengängen an 15 Fachbereichen ein breites Fächerspektrum ab: Analog zu ihren Fachbereichen bietet sie Studiengänge in den Geistes-, Sozial-, Natur-, Wirtschafts-, und Rechtswissenschaften, weitere im Bereich der Human- und der Veterinärmedizin an. Daneben wurde ein einjähriges Einführungs- und Orientierungsstudium angeboten, welches es ermöglicht, eine Vielzahl von Fächern auszuprobieren, ohne den Studiengang wechseln zu müssen.
Medizinische Studiengänge werden an der Charité – Universitätsmedizin Berlin angeboten. Durch Fusion der medizinischen Fachbereiche von FU und HU entstand 2003 die gemeinsame Fakultät beider Universitäten unter dem Namen Charité mit mehreren großen Standorten.

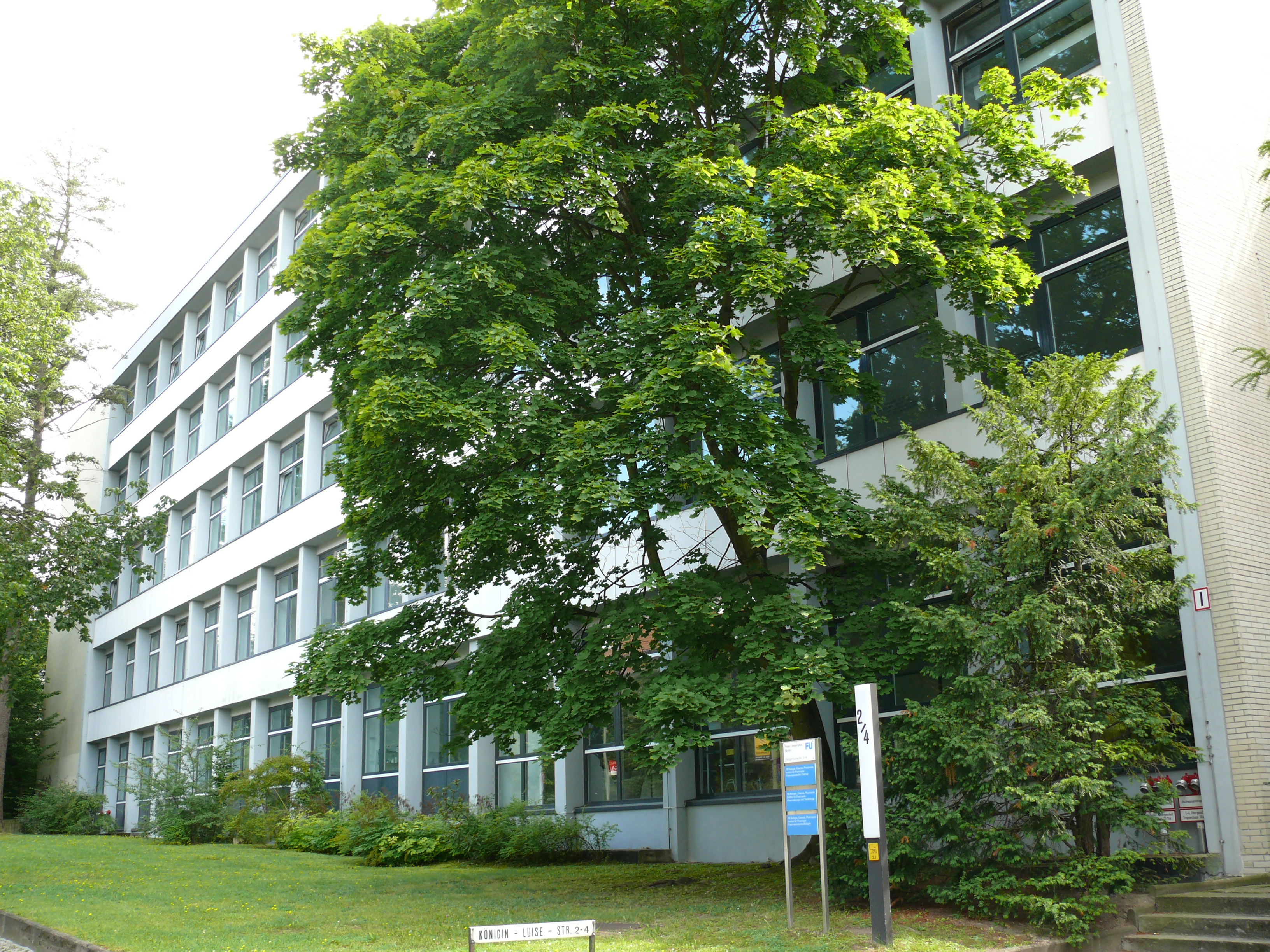
Institut für Pharmazie

Ein besonderes Merkmal der FU ist neben den klassischen Disziplinen eine Vielzahl „kleiner Fächer“ mit hohem Spezialisierungsgrad. Dazu zählen beispielsweise die Theater- und die Filmwissenschaft, die Ägyptologie, Arabistik, Byzantinistik, Judaistik, Sozial- und Kulturanthropologie, Iranistik, Allgemeine und vergleichende Literaturwissenschaften und in den Naturwissenschaften die Bioinformatik. Bestimmte Studienfächer wie Veterinärmedizin und Turkologie sowie in den Naturwissenschaften Meteorologie existieren in der Region Berlin-Brandenburg nur an der Freien Universität.
Schwerpunkte hat die Freie Universität Berlin auch in den Regionalwissenschaften. Die drei Zentralinstitute beschäftigen sich interdisziplinär mit Osteuropa, Lateinamerika und Nordamerika (John-F.-Kennedy-Institut). Hinzu kommen noch die Bereiche Süd-, und Ostasien (Ostasiatisches Seminar mit den Schwerpunkten Sinologie, Japanologie und Koreastudien), sowie der Orient. Außerdem gibt es noch Zentren für Frankreichstudien- und Italienstudien. Im Bereich der Sprachwissenschaften dominieren die west- und südeuropäischen Sprachen. Das Otto-Suhr-Institut (OSI) für Politikwissenschaft ist die größte Einrichtung ihrer Art in Europa mit den meisten Lehrstühlen und Studenten.

### Studienabschlüsse
Seit der Einführung von Master- und Bachelorstudiengängen bietet die FU bis auf wenige Ausnahmen nur noch diese Abschlüsse an. Die letztmalige Bewerbung für alte Studiengänge wie den Magister war zum Sommersemester 2006 möglich. Als Staatsexamensstudiengänge können noch Medizin, Pharmazie, Veterinärmedizin und Zahnheilkunde an der Charité studiert werden; in Rechtswissenschaften ist die erste juristische Prüfung der Regelabschluss. Zudem besitzt die FU das Promotions- und Habilitationsrecht.

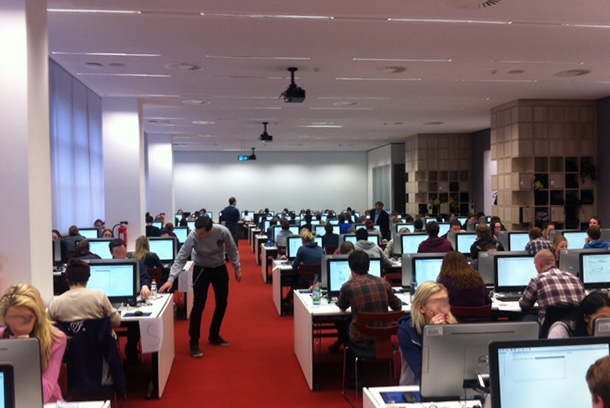
Computergestützte Semesterabschlussprüfung, 2013

Studienanfänger müssen sich mit Ausnahme der medizinischen Studiengänge für ihr gewünschtes Fach direkt bei der FU bewerben. In einigen Fächern ist eine Immatrikulation nur zum Winter- oder Sommersemester möglich. Zusätzlich kann jeder Student im Sprachlabor Sprachen, mit internationalen akkreditierten Sprachzertifikat (UNIcert), erlernen.
1994 wurde die obligatorische Prüfungsberatung eingeführt; seitdem müssen sich Studenten bei Überschreiten der Regelstudienzeit im Grund- und Hauptstudium einer Prüfungsberatung unterziehen. Seit 2001 ist mit der Prüfungsberatung auch eine Leistungskontrolle verbunden, die zu einem möglichst zügigen Studienabschluss führen soll.

### Digitale Systeme
Die Lehre an der Freien Universität Berlin wird vielfältig durch moderne Technologien und Medien unterstützt und E-Learning ist zu einem festen Bestandteil der Lehre geworden. Berlins größte Universität verfolgt einen Ansatz zum Integrierten Lernen, d. h. eine Ergänzung der Präsenzlehre durch Online-Lehrangebote und -anwendungen sowie elektronische Prüfungen. Das Center für Digitale Systeme (CeDiS) unterstützt die Verbreitung und Einführung digitaler Lehr- und Lernmethoden an der Freien Universität. Es berät die Lehrenden bei der Umsetzung von E-Learning-Angeboten und stellt die digitalen Technologien bereit. Darüber hinaus engagiert sich CeDiS bei der Entwicklung neuer Lehr- und Lernszenarien für die Hochschullehre. Durch die vom Bundesministerium für Bildung und Forschung geförderte Initiative Support – Qualitätspakt für die Lehre der Freien Universität Berlin können zahlreiche Projekte weiterentwickelt oder neu konzipiert werden. Besonderes Augenmerk liegt auf Konzepten für Master- oder Weiterbildungsstudiengängen, auf der Verbreitung mediengestützter, kollaborativer Lehr- und Lernformate und auf dem Ausbau von Audio- und Videoanwendungen in der Lehre.

### Bibliotheken

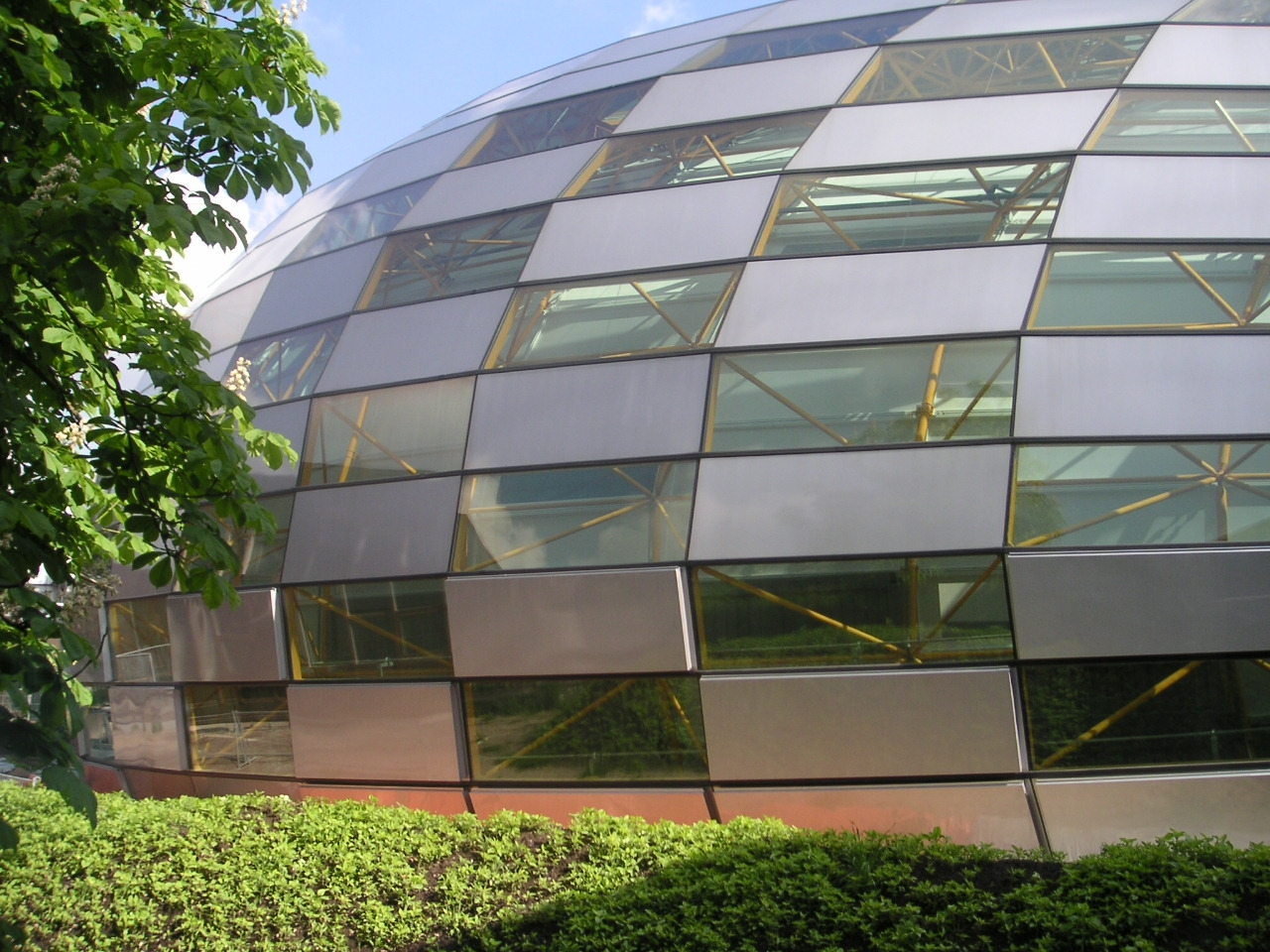
Die Philologische Bibliothek

Mit einem Medienbestand von rund 8,5 Millionen Bänden sowie 20.000 laufenden Zeitschriften ist das Bibliothekssystem der Freien Universität Berlin das größte aller deutschen Universitäten. Der Bestand dieses als wissenschaftliche Bibliothek klassifizierten Systems umfasst sämtliche an der Universität vertretenen Disziplinen und verteilt sich auf die Universitätsbibliothek (UB) an der Garystraße sowie auf insgesamt 9 Bibliotheksbereiche mit 14 angeschlossenen Fachbibliotheken.
Die Institute und Einrichtungen einiger Fachbereiche verfügen jeweils über eine gemeinsame, große Fachbereichsbibliothek, die den Bestand zentral organisiert und vorhält (Wirtschaftswissenschaft; Rechtswissenschaft; Mathematik und Informatik; Chemie, Pharmazie, Biologie; Erziehungswissenschaft und Psychologie; Geowissenschaften; Veterinärmedizin). In anderen Bereichen sind die Bibliotheken dezentral an den dortigen Instituten angesiedelt (Politik- und Sozialwissenschaften; Geschichts- und Kulturwissenschaften; Philosophie und Geisteswissenschaften; Humanmedizin). 2005 sind die Medienbestände der Sprach- und Literaturwissenschaften sowie der Philosophie in der neuen Philologischen Bibliothek zusammengeführt worden. Das Gebäude von Architekt Lord Norman Foster trug bereits vor seiner Eröffnung den Beinamen „Brain“ (engl.: ‚Gehirn‘) wegen der charakteristischen, rund-gewölbten Form seiner äußeren Hülle, sowie den gefalteten, in zwei Hemisphären angeordneten Gebäudeebenen im Inneren ähnelt die Architektur der Anatomie eines menschlichen Gehirns. Die sogenannte Campusbibliothek eröffnete 2015.

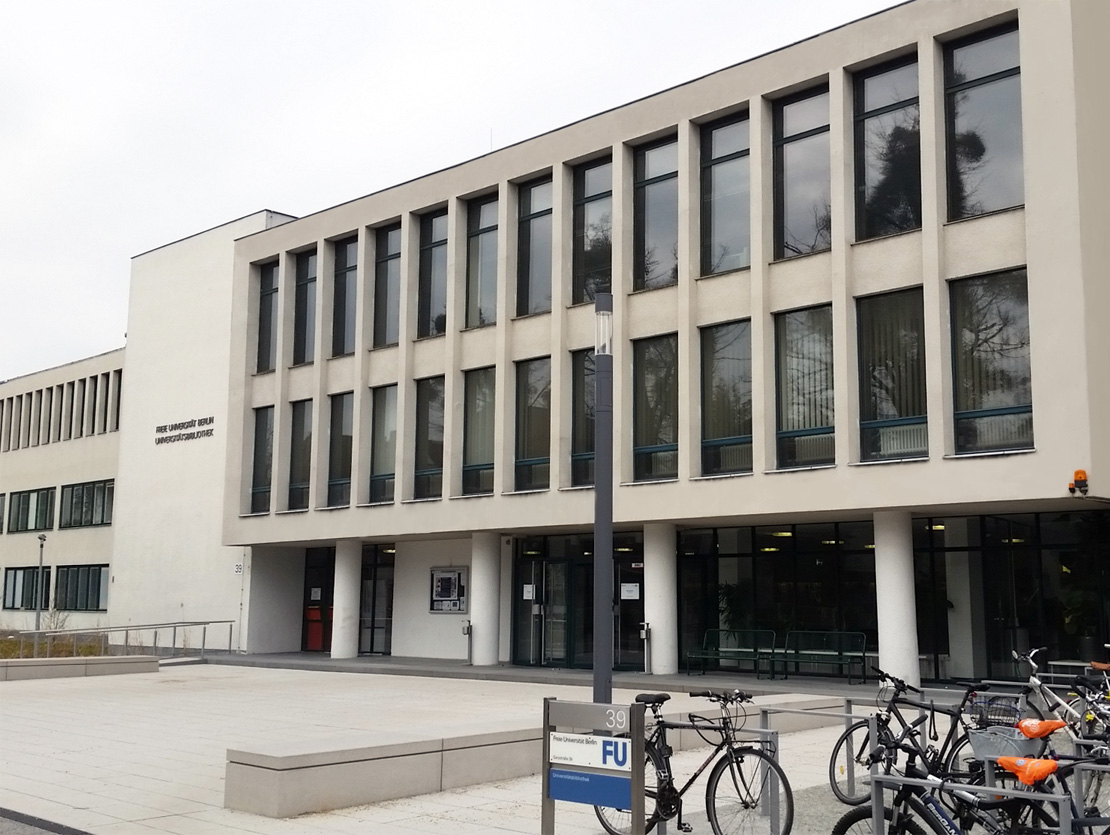
Universitätsbibliothek
(Eingang Garystraße)

Unter dem Titel Refubium hat die FUB ein virtuelles Repositorium (Ort zur Aufbewahrung von Dokumenten) eingerichtet, das Zugang zur kostenfreien Nutzung von elektronisch publizierten Dokumenten, Dissertationen, Habilitationen und Forschungsdaten gewährt und eine freie Recherche der dort veröffentlichten Metadaten ermöglicht.
Die Universitätsbibliothek bietet Zugang zu bedeutenden Oral-History-Archiven mit audiovisuellen lebensgeschichtlichen Interviews zu verschiedenen Themen und Epochen, u. a. mit Überlebenden des Nationalsozialismus. Lernanwendungen, Online-Ausstellungen, Publikationen und Veranstaltungen unterstützen die Nutzung dieser Interviewarchive in Forschung und Lehre, Bildung und Gedenkstätten. Das Interviewportal „Oral-History.Digital“ macht Interviewarchive verschiedener Institutionen sammlungsübergreifend recherchierbar. Die Digitalen Interview-Sammlungen der Freien Universität Berlin sind damit eines der wichtigsten Oral History-Zentren in Deutschland.
Während die Universitätsbibliothek eine Gebrauchsbibliothek ist und ihre Bestände in der Regel ausleiht, gibt es in den Fachbibliotheken zum Teil Präsenzbestände, die (außer am Wochenende, über Nacht und in den Ferien) nur vor Ort im Lesesaal nutzbar sind. Gleiches gilt für spezielle Sammlungen, besonders seltene oder wertvolle Exemplare (z. B. Inkunabeln), die ebenfalls nicht entliehen werden. Der Bestand wird im Discovery-System Bibliotheksportal Primo nachgewiesen – fehlende ältere Bestände werden fortlaufend elektronisch erfasst und ergänzt. Zeitschriften und Zeitungen sind komplett elektronisch ins Bibliotheksportal Primo eingepflegt. Katalogzettel des alten Schlagwortkataloges vor 1989 existieren als Imagekatalog, sie sind durch Scannen und Indizierung der Schlagwörter digitalisiert und über eine Online-Datenbank auffindbar.
Frühere Sonderrollen
Die UB hatte von 1959 bis 2020 den Status einer United Nations Depository Library inne und hielt in dieser Funktion zum Beispiel alle Publikationen der UN-Generalversammlung, des UN-Sicherheitsrates, des Internationalen Gerichtshofs und anderer UN-Organe vor. Auch beherbergte die UB von 1963 bis 2020 für die Europäische Union (EU) ein European Documentation Centre, also ein europäisches Dokumentationszentrum für Publikationen der EU. Seit Ende der 2010er-Jahre befindet sich das Bibliothekssystem in einem großangelegten Organisationsentwicklungs- und Erneuerungsprozess. Im Zuge der Organisationsentwicklung wurde der Betrieb des Dokumentationszentrums Vereinte Nationen – Europäische Union (UN–EU) 2020 eingestellt. Die bis dahin gesammelten Veröffentlichungen verblieben im Bestand.
Von 1965 bis 1994 war die UB der FU als Pflichtexemplarbibliothek des Landes Berlin mit der Archivierung der regionalen Buchproduktion beauftragt. Nach der Wiedervereinigung ging diese Aufgabe an die neu aufgebaute Zentral- und Landesbibliothek Berlin über.

## Forschung

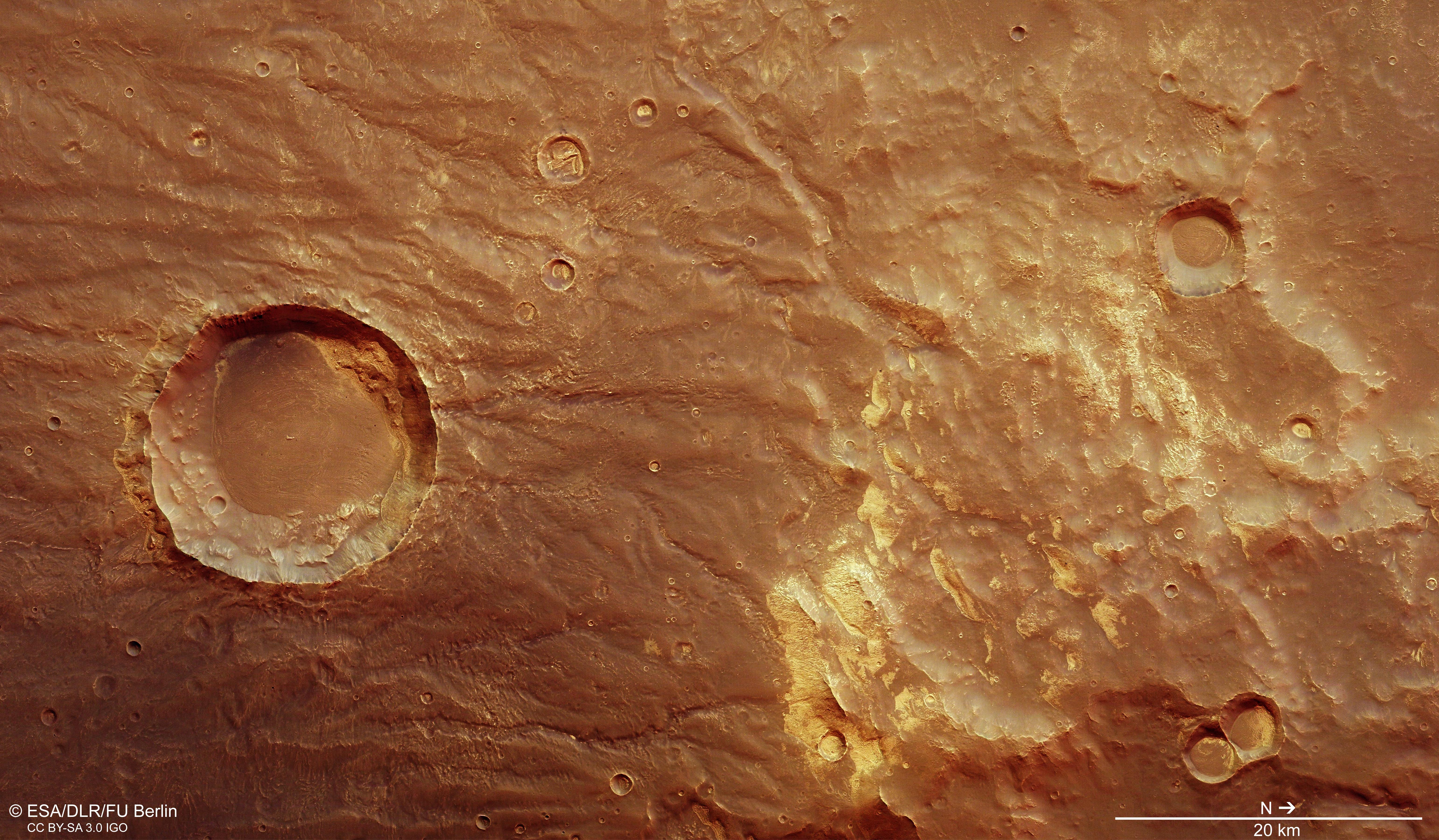
Kartografierung der Marsoberfläche durch die FU-Geowissenschaften (Im Bild: Planetenaufnahme des Mars Express)

Die Freie Universität Berlin ist eine der wichtigsten Forschungseinrichtungen Deutschlands und spielt in vielen wissenschaftlichen Bereichen eine bedeutende Rolle. Sie gilt durch ihr erfolgreiches Abschneiden bei der Exzellenzinitiative als Spitzenuniversität.
Ihren Status als eine der führenden deutschen Hochschulen mit breiter nationaler und internationaler Anerkennung belegen die jährlichen Hochschulrankings, hohe Drittmittel-Einnahmen, die Vielzahl der Sonderforschungsbereiche und anderer bedeutender Forschungseinrichtungen sowie die große Zahl an wissenschaftlichen Preisträgern.

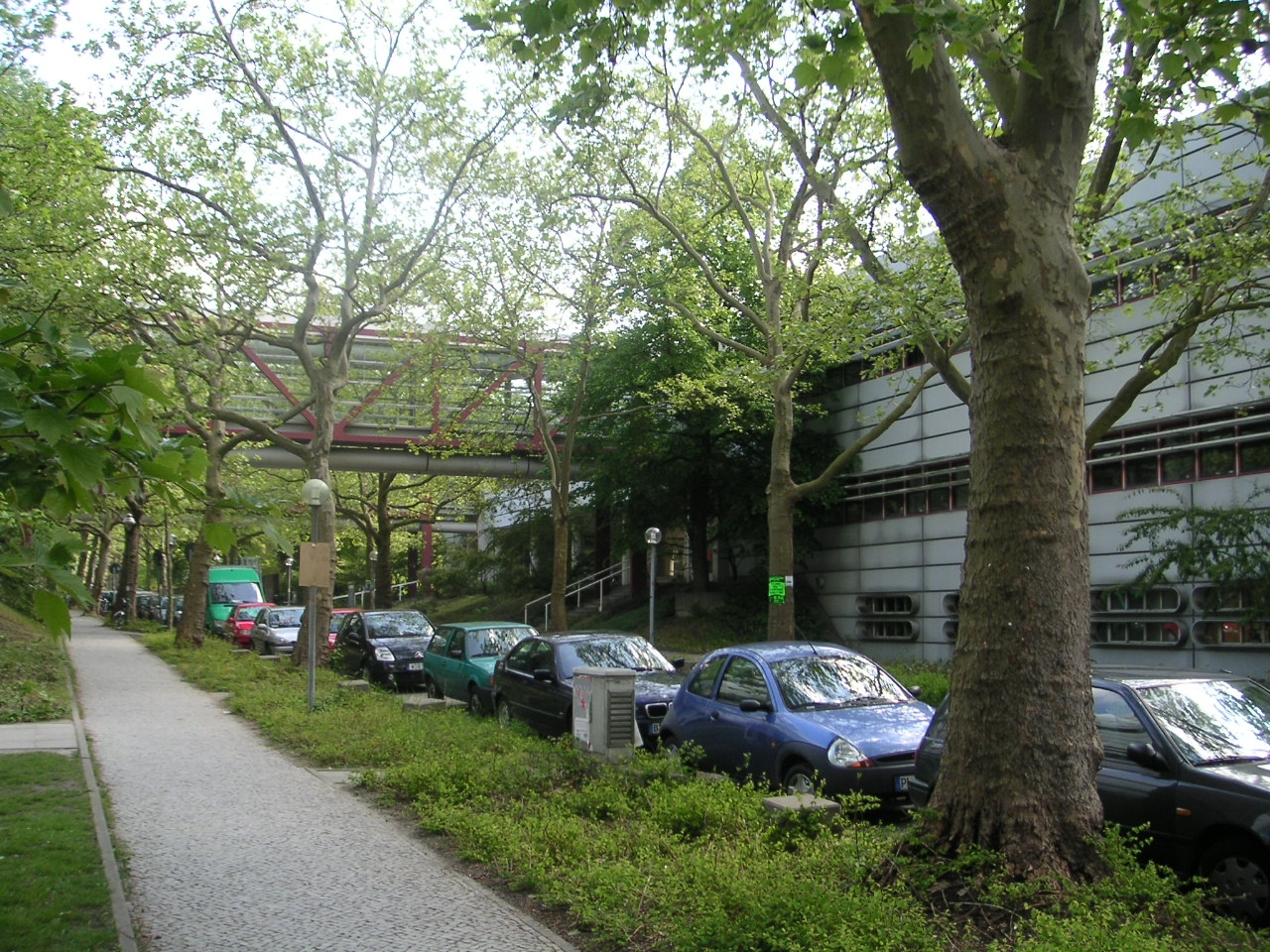
Forschungsgebäude des Fachbereichs Physik

In den Naturwissenschaften wird in erster Linie Grundlagenforschung betrieben, die einzelnen Gebiete weisen untereinander einen hohen Vernetzungsgrad auf. Bei den Sozial-, Geistes- und Politikwissenschaften liegt ein Schwerpunkt in der wissenschaftlichen Begleitung aktueller gesellschaftlicher, politischer und kultureller Entwicklungen, sowie in der Untersuchung von Transformationsprozessen, von Internationalisierung und Globalisierung, sowie der Umweltpolitik.
Derzeit gibt es neun interdisziplinäre Zentren, an denen fächerübergreifend Forschung zu Themen wie zum Beispiel Lehr- und Lernforschung, Sprache, Historische Anthropologie, Mittelalter, Kunstwissenschaften und Ästhetik betrieben wird. Gleiches gilt auch für die drei regionalwissenschaftlichen Institute, die sich Osteuropa, Lateinamerika und Nordamerika (John-F.-Kennedy-Institut) widmen. Eine Besonderheit in der deutschen Forschungslandschaft sind auch die vielen sog. kleinen Fächer, die einen hohen Spezialisierungsgrad aufweisen (siehe: Studienfächer).
Auf dem Gebiet der Politikwissenschaft zählt das Otto-Suhr-Institut zu den international bedeutendsten Forschungsinstitutionen, es ist zugleich das größte Institut seiner Art in Europa. Von ähnlicher Stellung ist auch die medizinische Fakultät Charité, ebenso wie die Geowissenschaftler der FU. Letztere fallen vor allem durch ihre Beteiligungen an Weltraummissionen, zum Beispiel zum Mars (Mars Express) und zum Saturn (Cassini-Huygens) auf.

### Exzellenzcluster

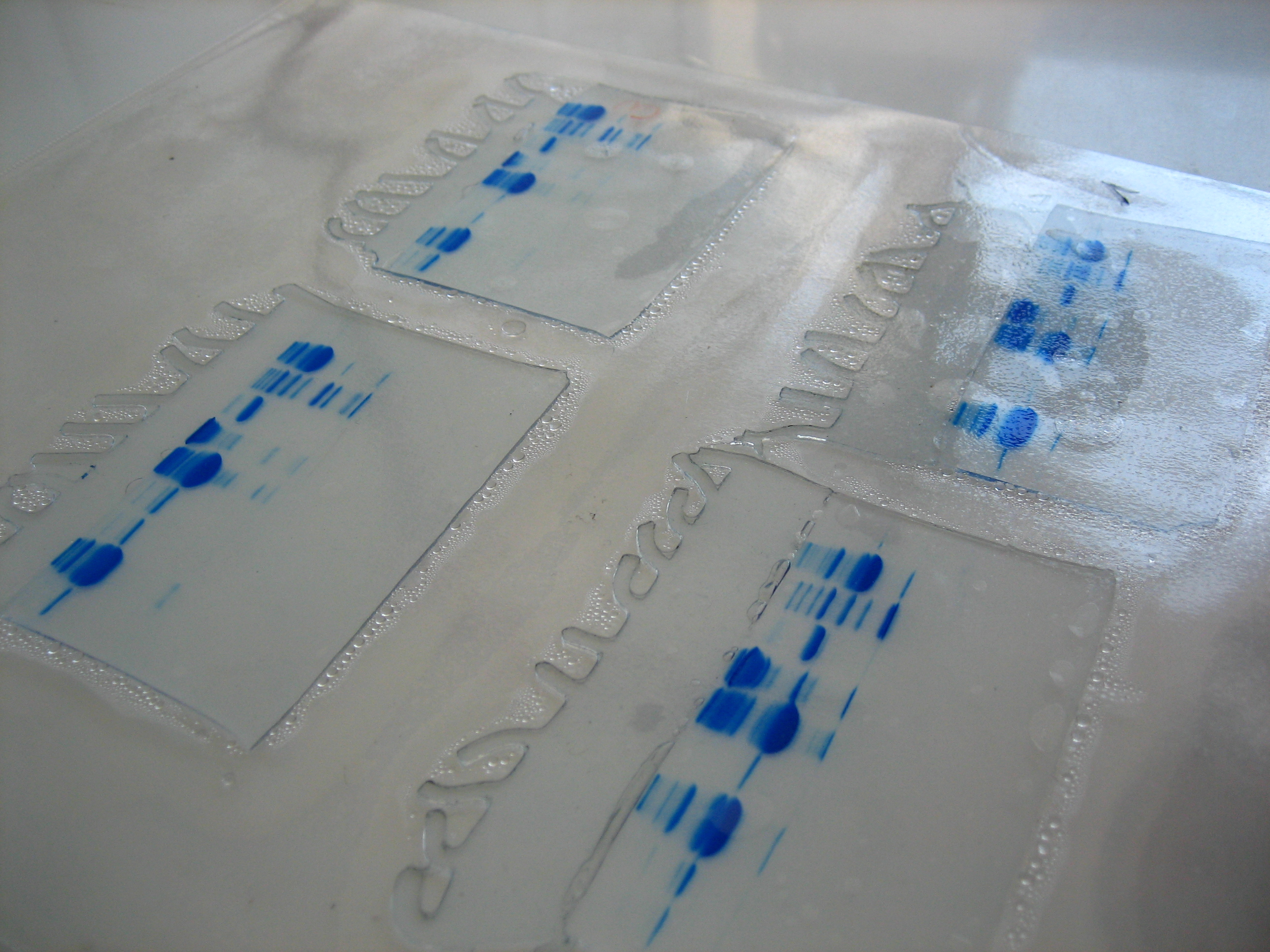
SDS-PAGE, erstellt im Institut für Bioinformatik

Die Freie Universität Berlin hat in der Exzellenzinitiative des Bundes und der Länder zur Förderung von Wissenschaft und Forschung an deutschen Hochschulen im Jahr 2007 in allen drei Förderlinien (Graduiertenschule, Exzellenzcluster sowie Zukunftskonzept) erfolgreich abgeschnitten.
Insgesamt wurden der Hochschule drei Graduiertenschulen, zwei Exzellenzcluster sowie das langfristige Entwicklungskonzept einer internationalen Netzwerkuniversität bewilligt. Zusätzlich ist die Universität gemeinsam mit anderen Berliner Wissenschaftseinrichtungen an zwei weiteren Graduiertenschulen sowie zwei Exzellenzclustern beteiligt.
Topoi: The Formation and Transformation of Space and Knowledge in Ancient Civilizations (2007–2019),
Languages of Emotion (2007–2014), NeuroCure – Towards a Better Outcome of Neurological Disorder (Antrag von Freier Universität und Humboldt-Universität als Träger der Charité – Universitätsmedizin Berlin, 2007–2026).
Weitere Clusterbildungen entwickelt die Freie Universität in folgenden Forschungsfeldern: angewandte Mathematik (MATHEON, gemeinsames DFG-Forschungszentrum der Freien Universität, der Humboldt-Universität und der Technischen Universität), Bildungsforschung, Kultur und Medien, Diversität, Regenerative Therapien (BMBF-Zentrum der Charité – Universitätsmedizin Medizin, eine gemeinsame Einrichtung der Freien Universität und der Humboldt-Universität), Focus Area in der Biologie (Dahlem Centre of Plant Sciences).

### Sonderforschungsbereiche der DFG
Die Freie Universität Berlin hat im Jahr 2021 die Sprecherfunktion von zehn Sonderforschungsbereichen (SFB), an 17 weiteren ist sie beteiligt. Zudem ist sie in SFB der Charité-Universitätsmedizin Berlin eingebunden. Die SFB sind auf die Dauer von bis zu 12 Jahren angelegte Forschungseinrichtungen, in denen Wissenschaftler im Rahmen eines interdisziplinären Forschungsprogramms zusammenarbeiten. Da die Finanzierung durch die Deutsche Forschungsgemeinschaft (DFG) erfolgt, wird von ihr zuvor in einem speziellen Verfahren die Förderungswürdigkeit des von der Hochschule beantragten Projekts geprüft. Die SFB verteilen sich vor allem auf die Gebiete der Medizin, Pharmazie, Physik und der Naturwissenschaften. Aber auch in den Geistes-, Kultur- und Wirtschaftswissenschaften ist die FU aktiv.

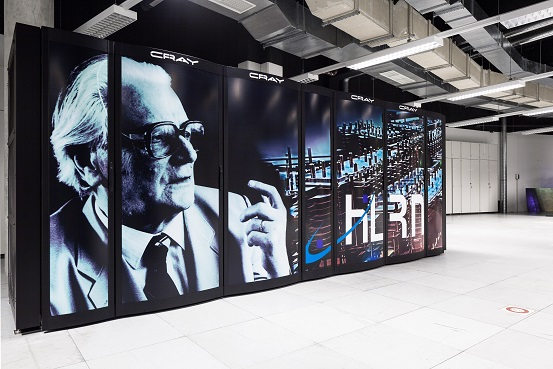
Supercomputer im Zuse-Institut Berlin

2020 gab es in Deutschland sieben DFG-Forschungszentren, von denen eines in Dahlem angesiedelt ist: DFG-Forschungszentrum 8086 – Mathematik für Schlüsseltechnologie. Zu diesem Thema arbeiten Wissenschaftler der FU, HU, TU und des ZIB seit 2002 gemeinsam und forschen an der mathematischen Modellierung, Simulation und Optimierung realer Prozesse. Die DFG-Forschungszentren gelten als strategisches Förderinstrument der DFG. Sie sollen eine Bündelung wissenschaftlicher Kompetenz auf besonders innovativen Forschungsgebieten ermöglichen und in den Hochschulen zeitlich befristete Forschungsschwerpunkte mit internationaler Sichtbarkeit bilden.

### Graduiertenkollegs und Forschergruppen
Sechs Graduiertenkollegs mit Sprecherfunktion sind an der FU Berlin im Jahr 2021 in verschiedenen Wissenschaftsdisziplinen angesiedelt. An elf weiteren ist die FU beteiligt. Die Graduiertenkollegs der DFG dienen der Förderung des wissenschaftlichen Nachwuchses: Doktoranden erhalten die Möglichkeit, ihre Arbeit im Rahmen eines koordinierten, von mehreren Hochschullehrenden getragenen Forschungsprogramms durchzuführen.
Zu den Sonderforschungsbereichen, Graduiertenkollegs und Forschungszentren kommen noch DFG-Forschergruppen hinzu, an der FU vor allem aus dem Bereich der Medizin. Mehrere als herausragend ausgewiesene Wissenschaftler widmen sich in mittelfristig angelegten Programmen (in der Regel bis zu sechs Jahre) einer besonderen Forschungsaufgabe. Sie arbeiten eng zusammen und haben gemeinsam das Ziel, Ergebnisse zu erreichen, die über die Einzelförderung durch die DFG hinausgehen, aber dennoch unterhalb des organisatorischen Niveaus eines Sonderforschungsbereiches bleiben.

### Preisverleihungen
Die Universität selbst verleiht auch Förderpreise: Zum einen wird für hervorragende Leistungen zur Frauenförderung seit 1995 der Margherita-von-Brentano-Preis vergeben. Die Auszeichnung ist benannt nach der Philosophin Margherita von Brentano, die Anfang der siebziger Jahre Erste Vizepräsidentin der Freien Universität Berlin war. Mit 11.000 Euro ist der Preis die höchstdotierte Anerkennung für Frauenförderung in Deutschland.
Außerdem wird jährlich am 4. Dezember, dem Gründungstag der FU Berlin, von der Universität der Ernst-Reuter-Preis für vier herausragende Dissertationen des Vorjahres an FU-Angehörige verliehen. Diese Auszeichnung ist mit jeweils 5.000 Euro dotiert und wird seit 1985 von der Ernst-Reuter-Gesellschaft, einem Verein der Förderer, Freunde und Ehemaligen, gestiftet.
Seit 2007 verleiht die FU den internationalen Freiheitspreis an „Persönlichkeiten von weltweiter Bedeutung, die sich im politischen, gesellschaftlichen oder wissenschaftlichen Kontext um Freiheit verdient gemacht haben“. Preisträger sind beispielsweise 2007 der ehemalige Staatspräsident der Republik Korea: Kim Dae-Jung, 2008 der ehemalige polnische Außenminister Władysław Bartoszewski oder 2014 die Ermittlerin gegen Geldwäsche und Korruption Carla del Ponte. Edward Snowden wurde die Ehrenmitgliedschaft der Universität zugedacht.

### Kooperationen und Mitgliedschaften
Auf internationaler Ebene betreibt die Freie Universität Berlin derzeit direkte Kooperationen und Partnerschaften mit mehr als 200 Hochschulen. Darüber hinaus gibt es noch zahlreiche Kooperationsvereinbarungen auf der Ebene der Fachbereiche und Institute, insgesamt sind über 500 offizielle internationale Kooperationen zu verzeichnen (Stand: 2020). Die FU unterhält Verbindungsbüros in Kairo, Neu-Delhi, Tbilissi und São Paulo.
Unter den über 30 Partnern aus den Vereinigten Staaten finden sich renommierte Universitäten wie etwa die Columbia University, die Duke University, die Johns Hopkins University, die Princeton University, die Stanford University, die University of Chicago und die Yale University. Darüber hinaus erfolgt neben der direkten wissenschaftlichen Zusammenarbeit der Hochschulen auf internationaler Ebene der Austausch von Forschenden und Studenten auch über den Deutschen Akademischen Austauschdienst. Im europäischen Raum kooperiert die Universität beim Studentenaustausch mit dem Sokrates-Programm sowie dem Erasmus-Programm, an dem sich über 300 Partnerhochschulen beteiligen. Hierunter befinden sich Hochschulen, wie die University of Cambridge, University of Edinburgh, Karls-Universität, Universität Bologna, Scuola Normale Superiore di Pisa, École normale supérieure de Lyon, École normale supérieure in Paris, École polytechnique und Sciences Po.

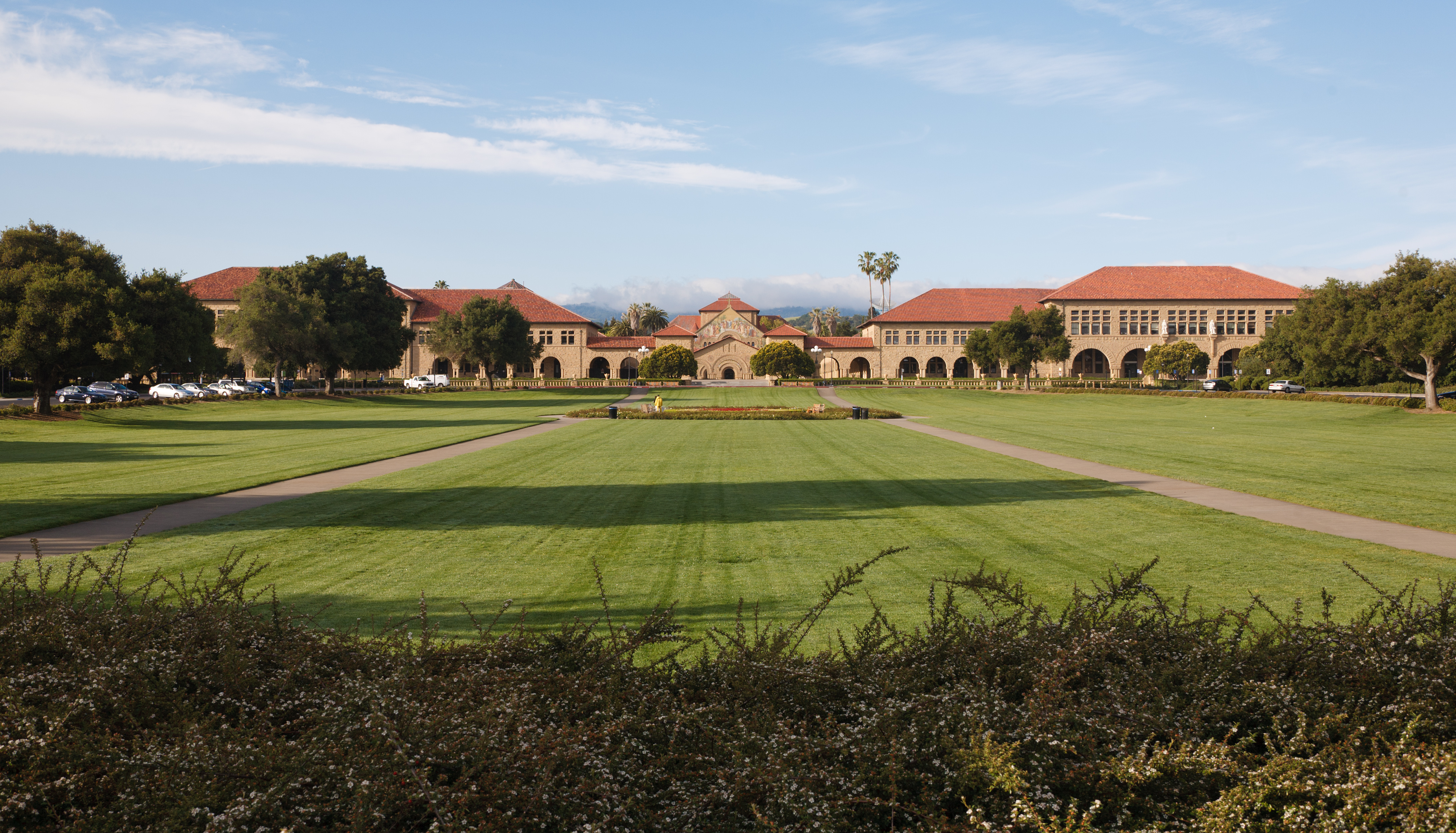
Partnerhochschule Stanford University
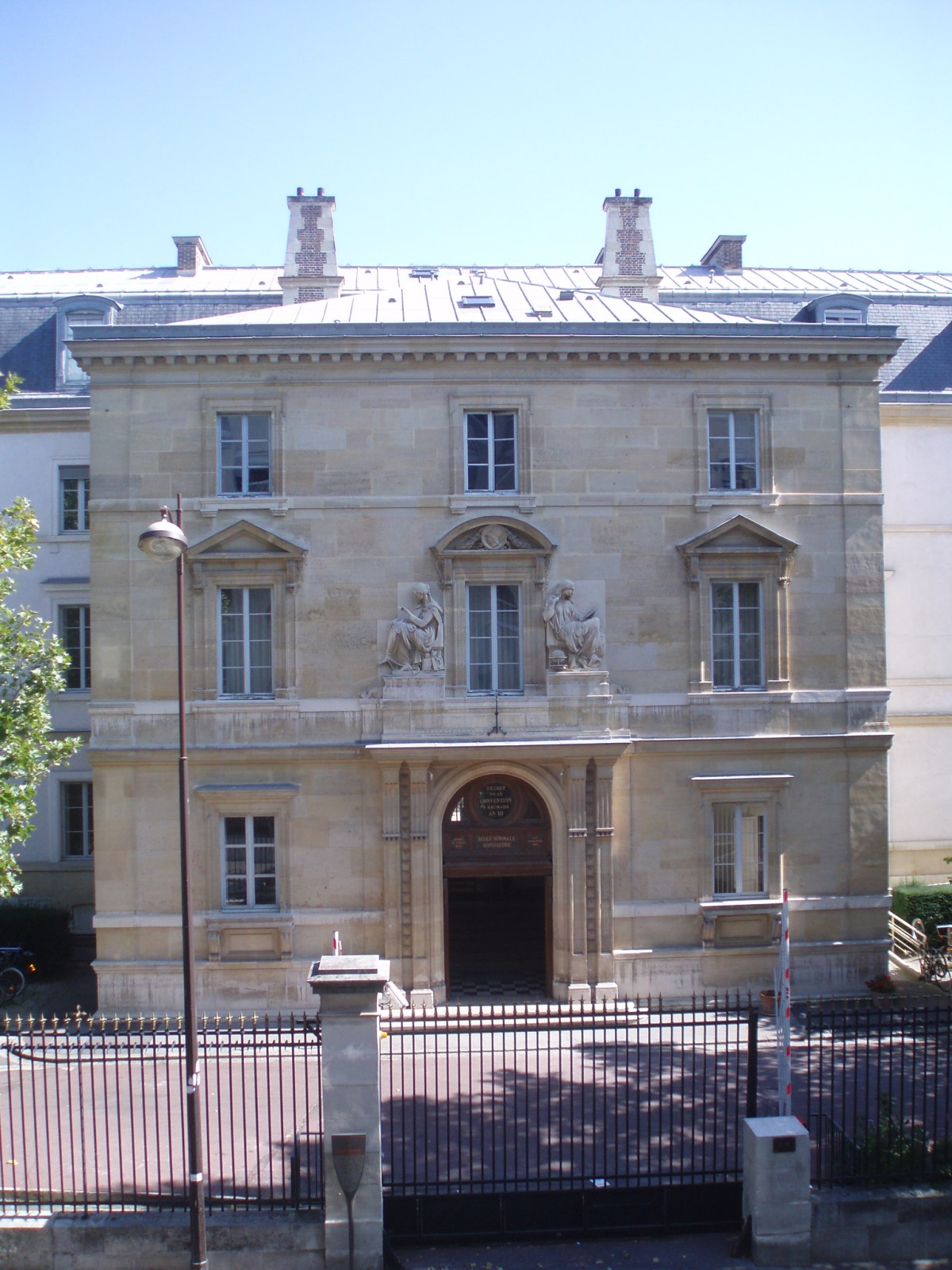
École normale supérieure (Paris)
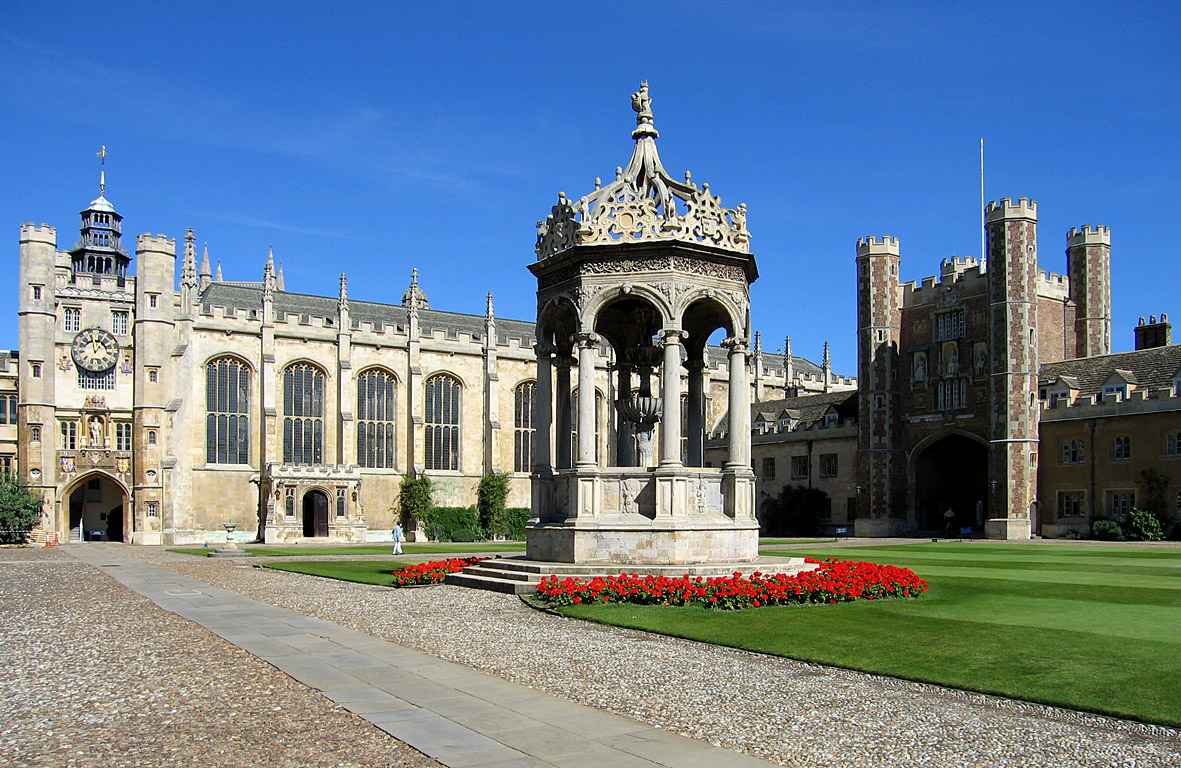
University of Cambridge
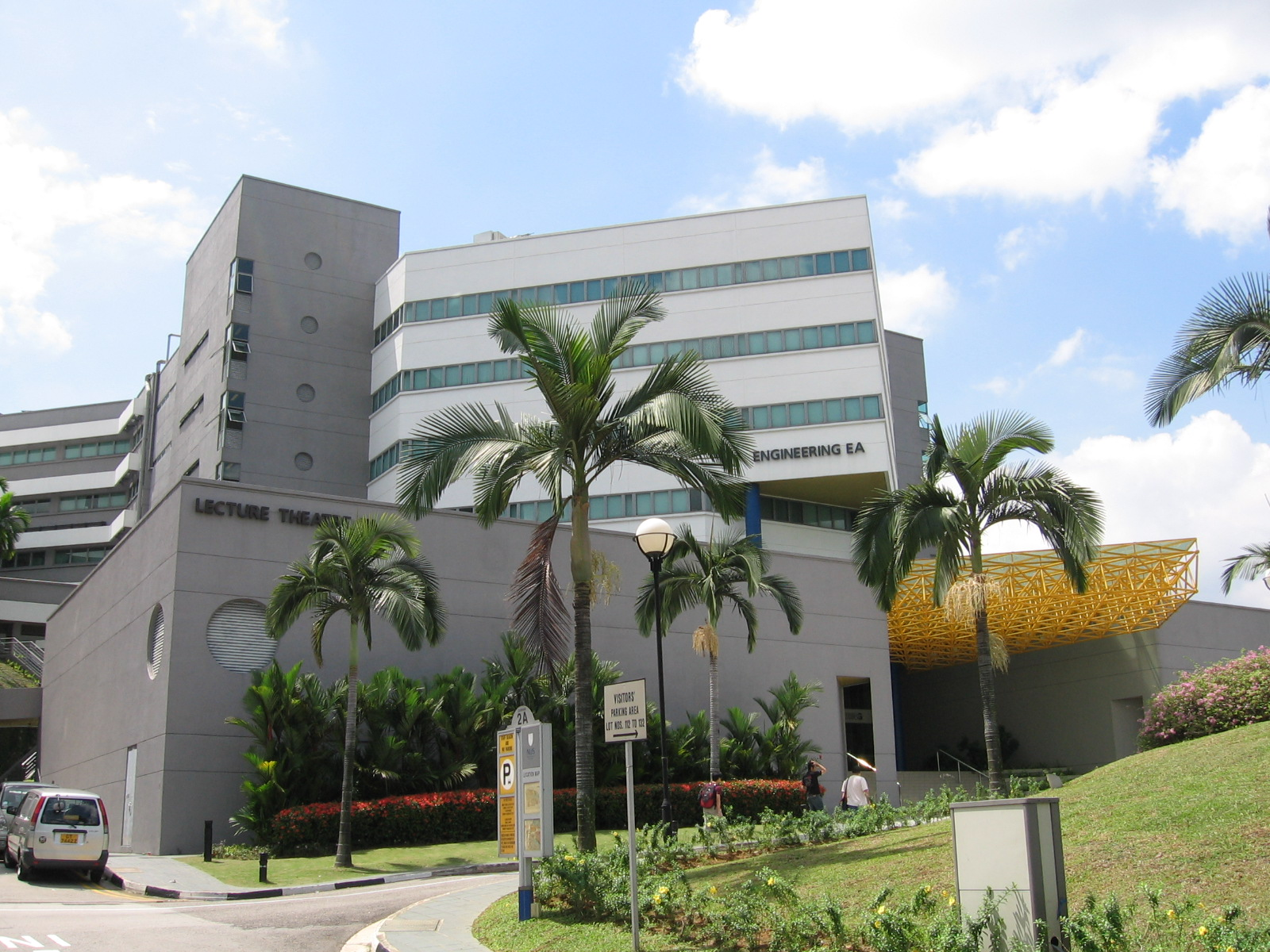
Nationaluniversität Singapur
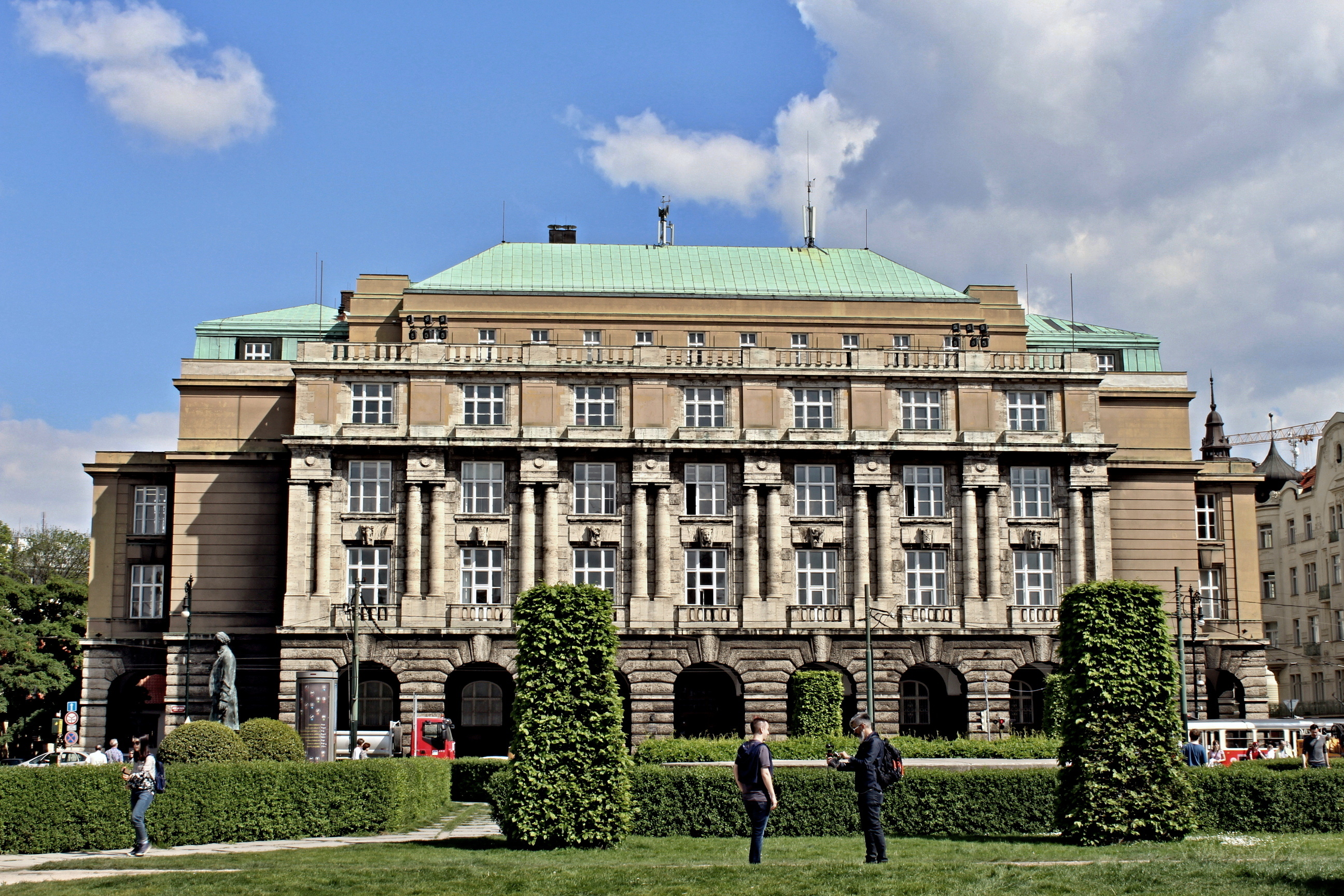
Karls-Universität (Prag)

Der Fachbereich Rechtswissenschaften hat 2008 mit zahlreichen anderen internationalen Universitäten das in London beheimatete Center for Transnational Legal Studies gegründet, an dem auch Universitäten wie die University of Toronto, die Nationaluniversität Singapur und die Universität Melbourne beteiligt sind. In Deutschland hat die FU Berlin 2004 gemeinsam mit der Ludwig-Maximilians-Universität München eine strategische Partnerschaft gegründet.
In einer Vielzahl von Organisationen und Vereinigungen ist die Freie Universität Berlin Mitglied. Zu den wichtigsten gehören die European University Association (EUA), die Hochschulrektorenkonferenz, der Deutsche Akademische Austauschdienst, die Deutsche Forschungsgemeinschaft und das Wissenschaftskolleg zu Berlin. Zudem ist die Universität seit 1951 Mitglied der Studentischen Darlehnskasse e. V.

## Aktivitäten

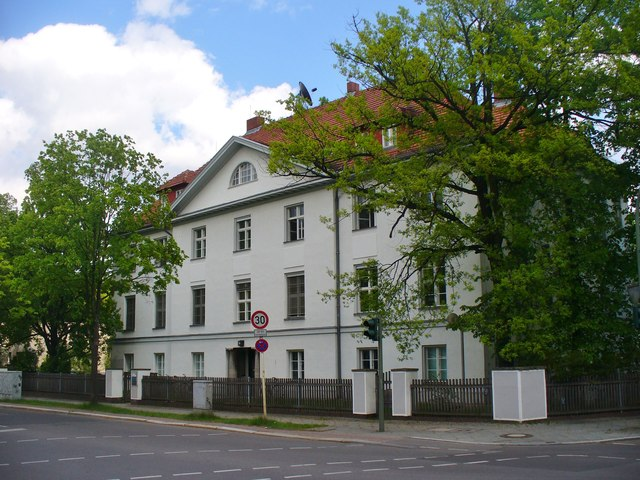
Sitz der FU-Gründerförderung

### Technologie- und Gründungszentrum
Gegenwärtig in Bau befindet sich das Gründerzentrum FUBIC (Stand: 2023). Auf einem Gelände nahe der Uni in der Fabeckstraße in Berlin-Lichterfelde entstehen Räume für innovative Absolventen der Freien Universität.
Mit 290 Unternehmensgründungen im Zeitraum von 2014 bis 2022, die im Umfeld der FU Berlin von Absolventen initiiert wurden, zählt die Universität zu den gründungsstärksten Hochschulen im deutschsprachigen Raum. Durch die Expertise im Bereich der Firmengründungen hat sich die Freie Universität außerdem zu einem internationalen Anlaufpunkt für hochausgebildete Gründungswillige entwickelt.
Die FU ist jährlich das Zentrum des Entrepreneurship Summit, einer Versammlung für studentische
Kreative mit Unternehmergeist.

### Sport und Musik

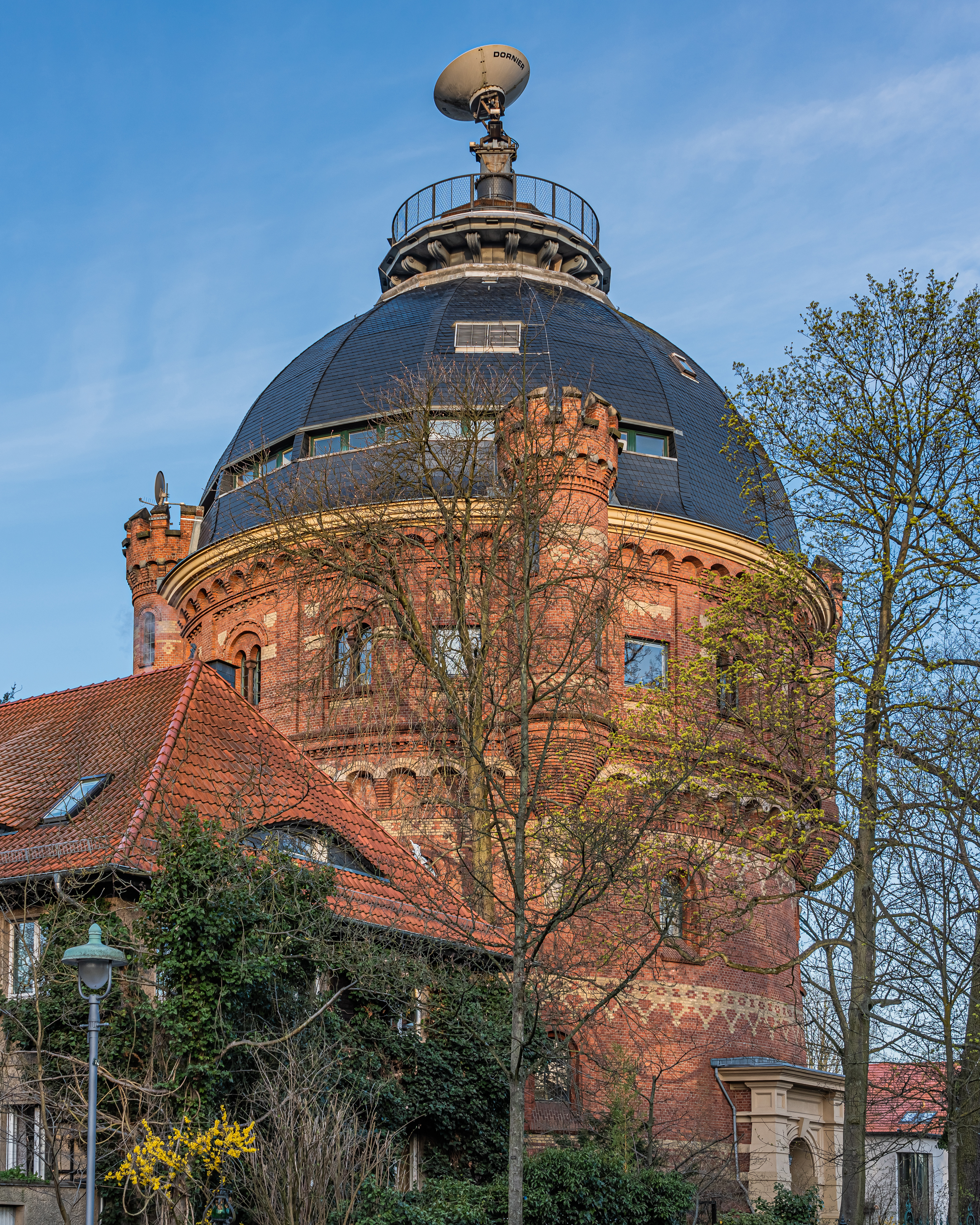
Wetterstation des Meteorologischen Instituts, Wasserturm auf dem Fichtenberg

Die Zentraleinrichtung Hochschulsport der Freien Universität Berlin organisiert ein breit gefächertes Angebot von Sportarten und Sportreisen. Die Einrichtung bietet jedes Semester ein Kursangebot in mehr als 120 Sportarten. Im Wettbewerb mit anderen Berliner Universitäten und Hochschulen nimmt die FU an den Berliner Hochschulmeisterschaften teil.
Eine gemeinsame Einrichtung von TU und FU ist das Collegium Musicum. Gegenwärtig zählt es etwa 500 Mitglieder, Studenten aller Fachrichtungen, die sich in ihrer Freizeit der Musik widmen. Das Collegium Musicum besteht aus fünf Ensembles: Großer Chor, Kammerchor, Sinfonieorchester, Kleines Sinfonisches Orchester und Bigband. Es finden regelmäßig Veranstaltungen, z. B. Semesterabschlusskonzerte statt. Die FU unterstützt das jährliche FU-Ersti-Festival.

### Namensvergabe für Wetterereignisse
Die Namen für die Tief- und Hochdruckgebiete, die das Wetter in Europa beeinflussen, werden seit 1954 vom Meteorologischen Institut der Freien Universität Berlin vergeben. Seit 1998 erfolgt dort die Namensvergabe in jährlich wechselndem Turnus: In geraden Jahren erhalten die Tiefdruckgebiete weibliche und die Hochdruckgebiete männliche Vornamen, in ungeraden Jahren ist dies umgekehrt. Viele andere europäische Staaten übernehmen diese Namen. Für andere Regionen der Welt vergeben weitere Wetterdienste Namen für meteorologische Druckgebilde.
Das Meteorologische Institut hat Ende 2002 die Aktion Wetterpate ins Leben gerufen. Über das Internet kann man eine Patenschaft für meteorologische Druckgebilde übernehmen. Der Pate kann dann den Namen bestimmen, auf den das Tief oder Hoch von der Universität getauft werden soll und erhält ausführliches Material wie Wetterkarten, Urkunden und die Geschichte des Druckgebildes. Das Geld kommt der studentischen Wetterbeobachtung am Institut im ehemaligen Wasserturm auf dem Fichtenberg zugute.

### Roboterfußball

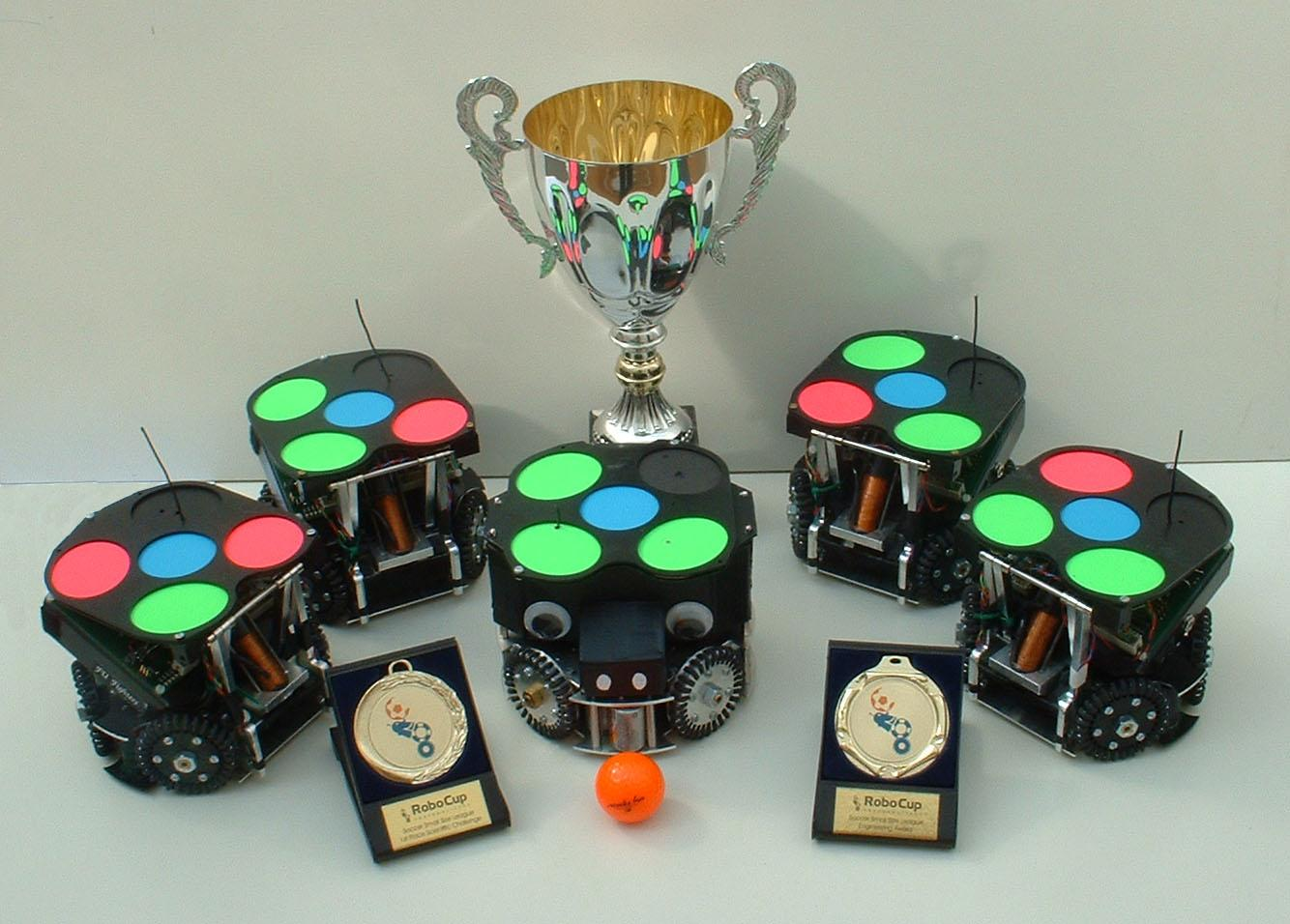
FU-Fighters: World Champion 2004, 2005

Die FU-Fighters, von Wissenschaftlern und Studenten des Instituts für Informatik entwickelte Fußball spielende Roboter, wurden 2004 und 2005 Weltmeister in der Smallsize-Liga des RoboCup. Bereits in den Wettkämpfen der Jahre 1999, 2000 und 2003 konnte das Team den Titel des Vize-Weltmeisters erringen und auch beim RoboCup German Open 2005 wurde die Mannschaft Sieger. Roboterfußball ist die Umsetzung des bekannten Mannschaftsspiels Fußball für mobile Roboter auf der Basis künstlicher Intelligenz.
Seit 2006 werden die FUmanoids, humanoide Fußball-Roboter entwickelt, die in der Humanoid-Kidsize-Liga antreten. Diese haben beim RoboCup 2009 und 2010 jeweils den Titel des Vize-Weltmeisters errungen. Ferner haben sie 2010 die Technical-Challenge gewonnen.

### Kinderbildung
Die FU veranstaltet jährlich im Sommer eine Kinderuni. Schüler der zweiten bis sechsten Klasse können dabei an speziell für sie konzipierten Veranstaltungen (Mit-mach-Kurse) teilnehmen. Dort bringen Hochschullehrende den Kindern in Workshops und Vorlesungen vor allem naturwissenschaftliche Themen verständlich näher und beantworten ihre Fragen. Die Universität arbeitet dabei mit den Schulen und der Wirtschaft zusammen.
Außerdem fördert die FU die Lese- und Sprachkompetenz von Kindern. Hierzu bietet die Universität rund 30 Weiterbildungen in unterschiedlichen Formaten an. Die FU kooperiert in diesem Rahmen u. a. mit den Berliner Lesepaten des VBKI.

## Ansehen
Die Freie Universität Berlin zählt zu den deutschen Elite-Hochschulen mit der höchsten Anzahl von Bewerbern auf vorhandene Studienplätze. Zum Wintersemester 2018/19 gingen an der FU 36.000 Bewerbungen für 5662 Plätze ein.
Im QS World University Ranking von 2024 belegte die FU Berlin deutschlandweit den vierten Platz. In dem Fach Politikwissenschaft (Otto-Suhr-Institut) belegt die Freie Universität deutschlandweit den ersten Platz. In dem Times Higher Education (THE)-Ranking der 100 besten Universitäten für Politik- und Sozialwissenschaften liegt die Freie Universität 2023 europaweit auf dem neunten und deutschlandweit auf dem ersten Platz. Im allgemeinen THE-Ranking von 2023 belegte die FU Berlin weltweit Platz 91 und lag in Deutschland auf Platz acht.

## Nobelpreisträger und Persönlichkeiten
Die nationale und internationale Bedeutung der Freien Universität Berlin veranschaulichen zahlreiche namhafte Professoren, Wissenschaftler, bekannte Alumni und weitere berühmte, mit der Hochschule verbundene Personen. Zu den berühmtesten gehören die langjährig als Professoren tätigen Nobelpreisträger Reinhard Selten (Wirtschaftswissenschaft), Gerhard Ertl (Physik und Chemie) und Ernst Ruska (Erfinder des Elektronenmikroskops) sowie der an der FU diplomierte spätere Chemie-Nobelpreisträger Benjamin List.

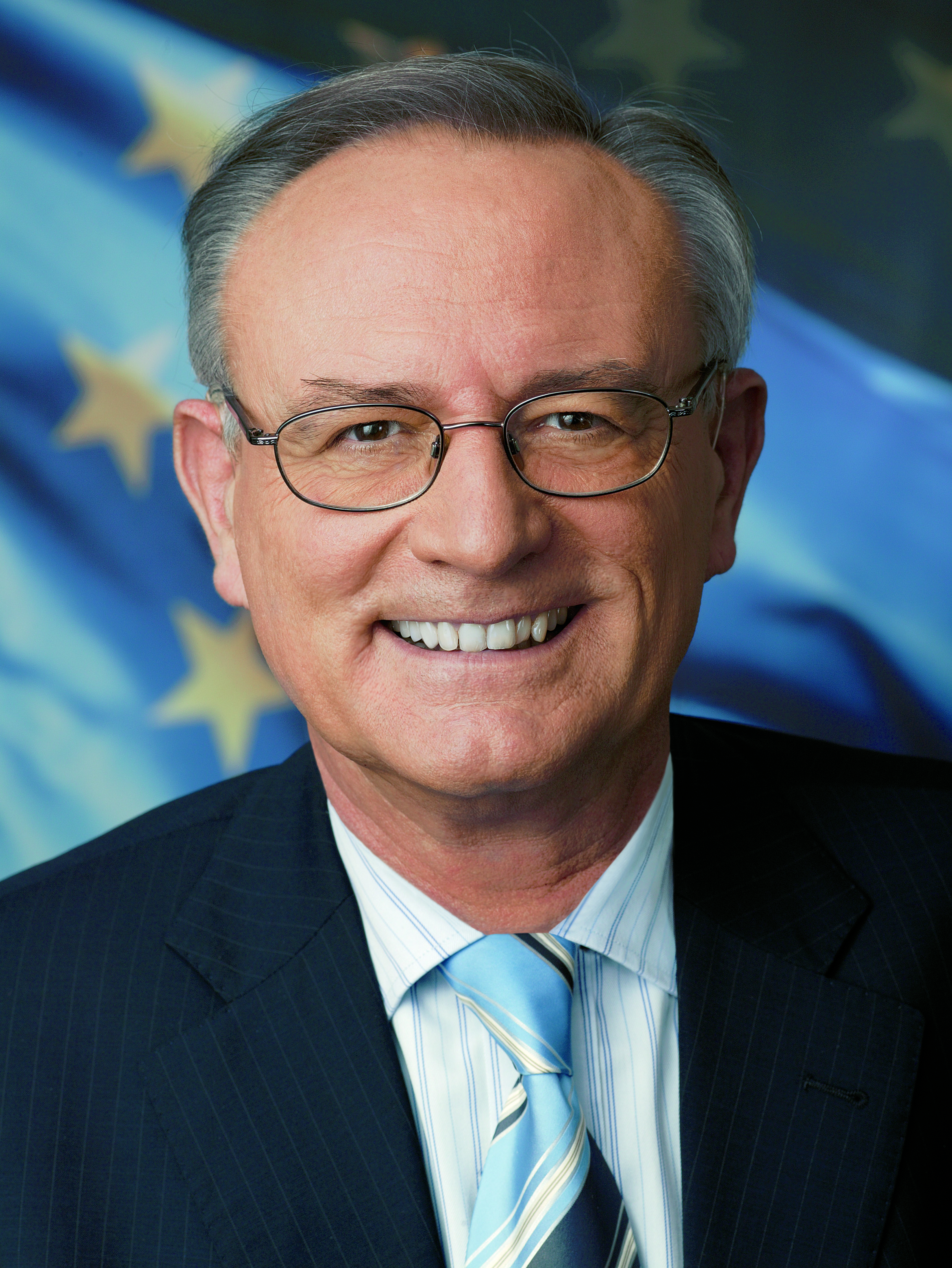
Klaus Hänsch, Präsident des Europäischen Parlaments
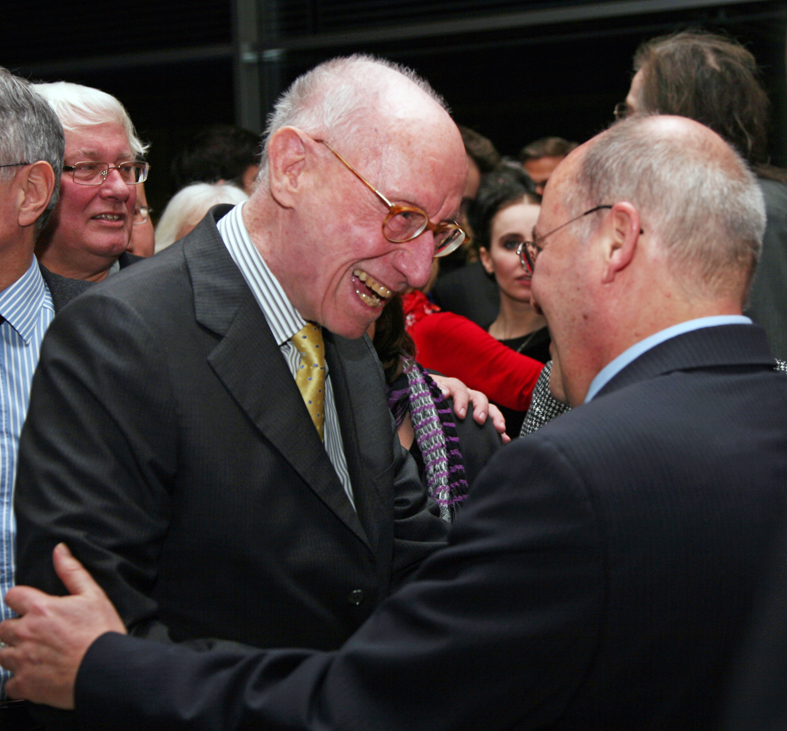
Edzard Reuter, Vorstandsvorsitzender der Daimler Benz AG
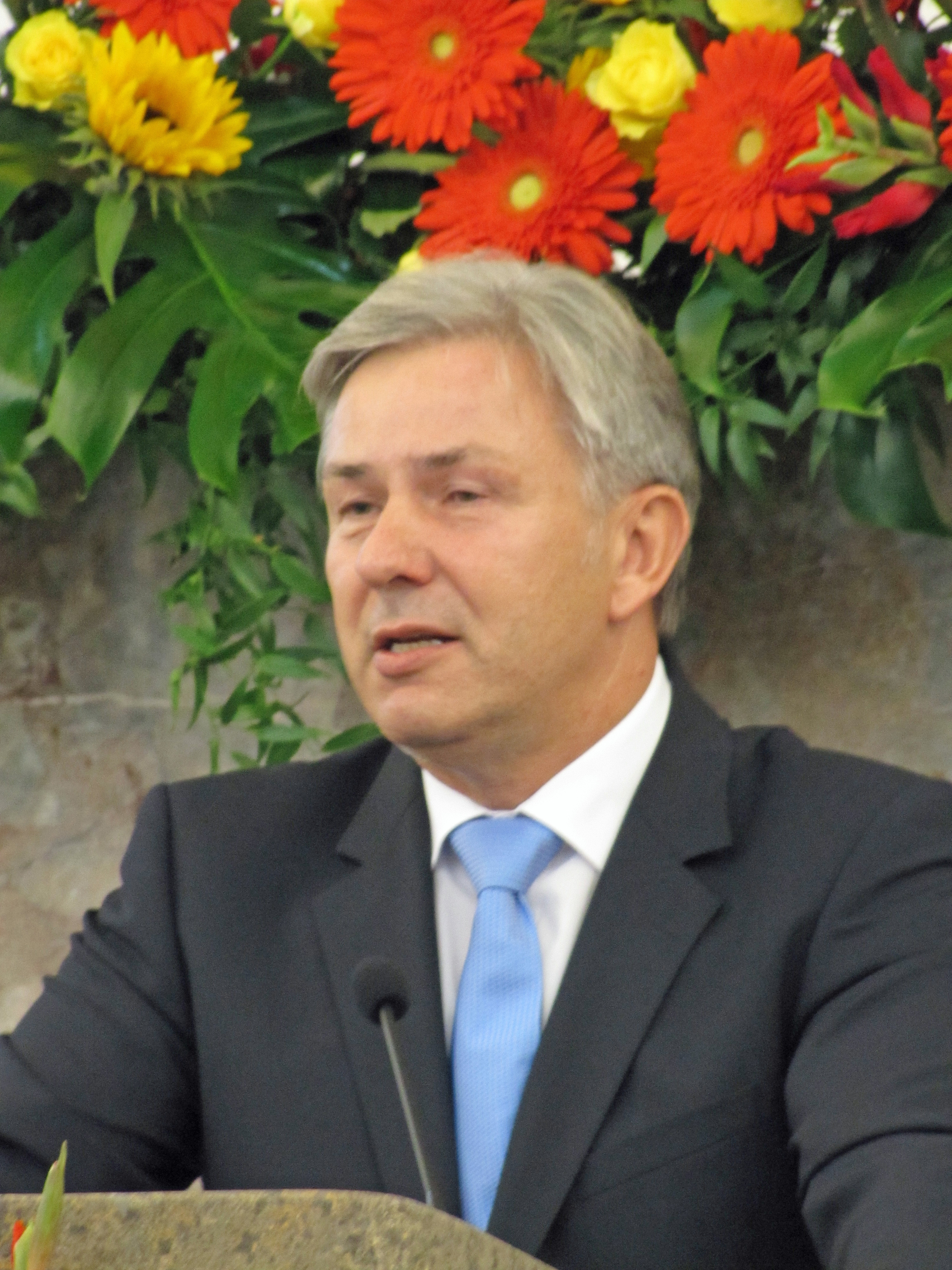
Klaus Wowereit, Regierender Bürgermeister von Berlin
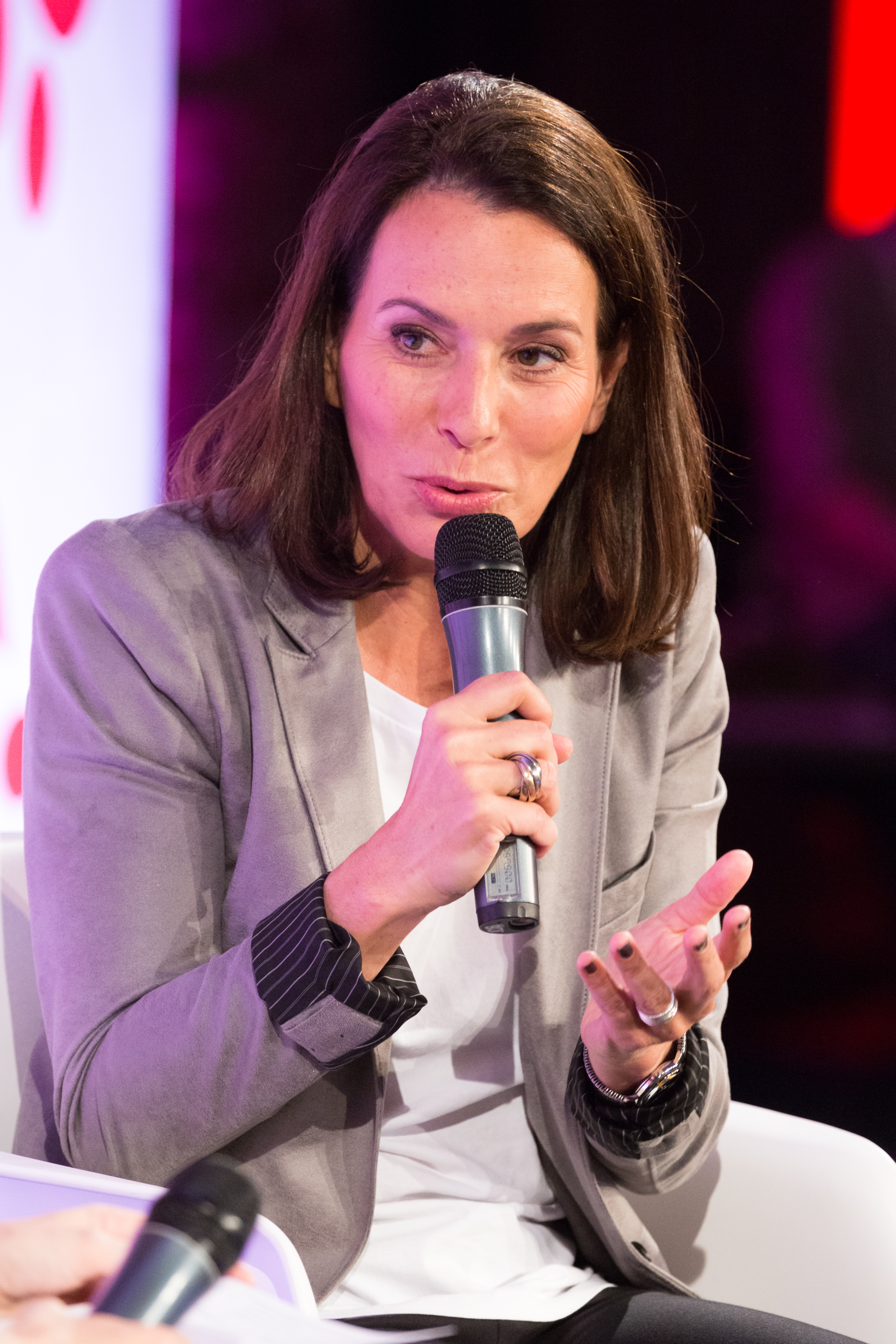
Anne Will, Journalistin
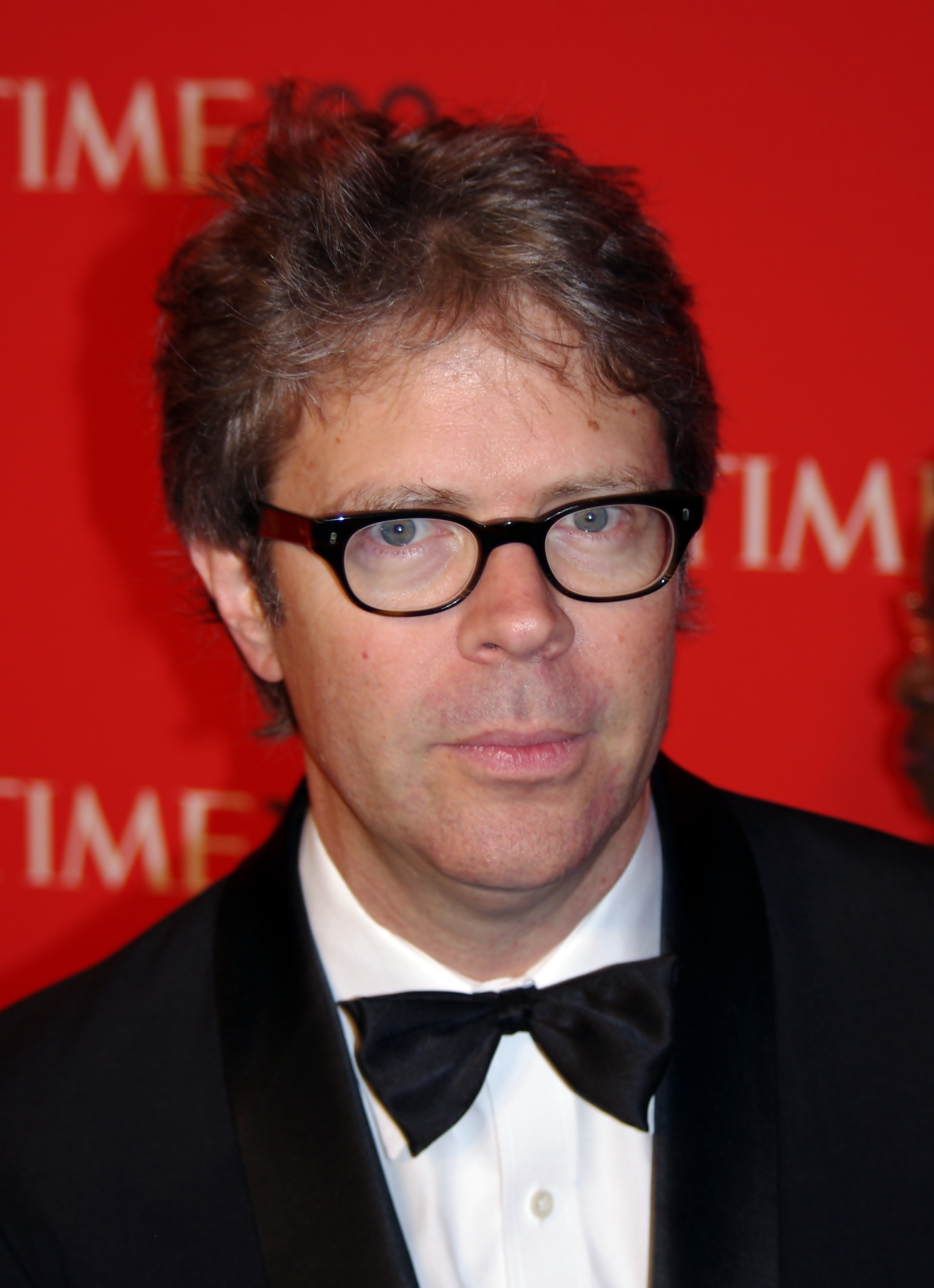
Jonathan Franzen, Schriftsteller

## Leibniz-Preisträger
Die DFG verleiht einmal pro Jahr den Gottfried-Wilhelm-Leibniz-Preis an herausragende Deutsche Wissenschaftler und würdigt damit ihre Arbeit. Der Preis ist die höchstdotierte wissenschaftliche Auszeichnung der DFG und mit bis 2,5 Millionen Euro Preisgeld verbunden, die projektbezogen zu verwenden sind. Bisher gibt es an der Freien Universität Berlin 18 Preisträger und Preisträgerinnen (Stand: 2021). Damit gehört die FU zu den fünf deutschen Hochschulen, die die meisten Leibniz-Laureaten hervorgebracht haben.
- Volker Erdmann, Biochemie (1988)

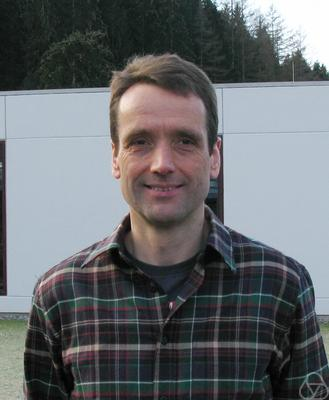
Rupert Klein

- Wolfram Saenger, Kristallographie (1988)
- Randolf Menzel, Neurobiologie (1991)
- Irmela Hijiya-Kirschnereit, Japanologie (1992)
- Jürgen Kocka, Geschichte (1992)
- Johann Mulzer, Organische Chemie (1994)
- Peter Schäfer, Judaistik (1994)
- Emo Welzl, Informatik (1995)
- Onno Oncken, Geologie (1998)
- Regine Hengge-Aronis, Mikrobiologie (1998)
- Joachim Küpper, Romanistik (2001)
- Günter Ziegler, Mathematik (2001)
- Hélène Esnault, Mathematik (2003)
- Rupert Klein, Mathematik (2003)
- Gerhard Huisken, Physik (2003)
- Gabriele Brandstetter, Theaterwissenschaft (2004)
- Gyburg Uhlmann geb. Radke, Griechische Philologie (2006)
- Beatrice Gründler, Arabistik (2017)

## Sonstiges
Im Jahr 2014 wurden auf dem Gelände der FU-Berlin etwa 16.000 zum Teil stark fragmentierte, teils menschliche Knochen gefunden. Dazu wurden rundliche Plaketten aus Kunststoff mit Zahlenkombinationen unter Leitung von Susan Pollock geborgen. Je nach Quelle, handelt es sich um Knochen von 17 bis mindestens 54 Personen. Diese Plaketten waren damals ausschlaggebend und ausreichend die Knochen den Opfern der Nationalsozialisten, genauer dem Arzt Josef Mengele unter dem damals ansässigen Kaiser-Wilhelm-Institut für Anthropologie, menschliche Erblehre und Eugenik (KWIA), oder – laut Website der FU Berlin – ebenfalls besagtem Institut den Opfern der deutschen Kolonialisierung zuzuordnen. Da die Zentralräte der Juden in Deutschland, der Sinti und Roma sowie Organisationen von Nachkommen ehemals Kolonisierter keine weiteren Untersuchungen wünschten, wurden weitere Nachforschungen eingestellt und die Knochen am 23. März 2023 wurde auf dem Waldfriedhof Dahlem bestattet. Zudem wurde auf dem Campus der FU ein Erinnerungsort eingerichtet.